# JAC (entreprise)
Pour les articles homonymes, voir JAC.

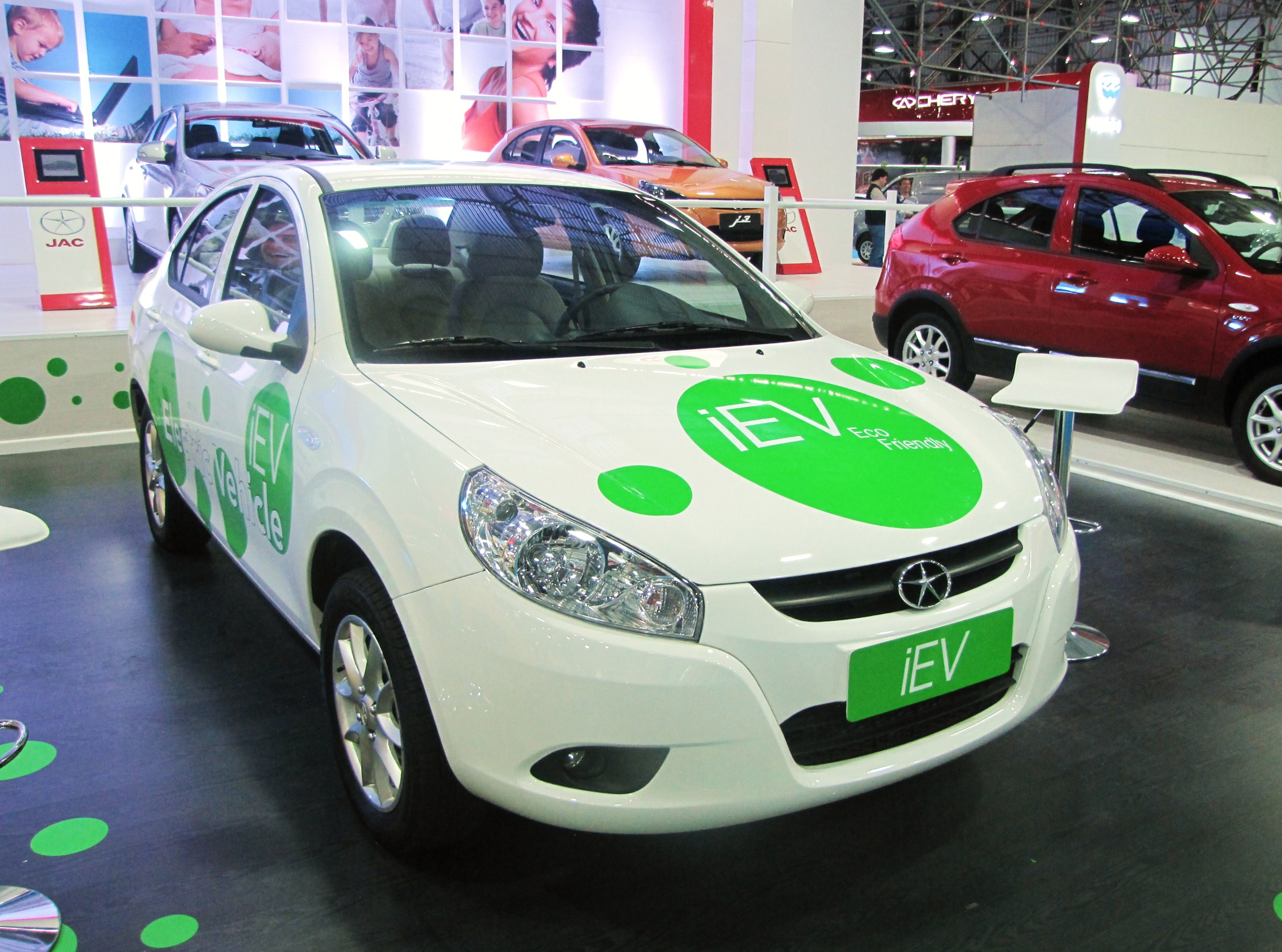
Voiture électrique JAC J3 iEV.

JAC - Jianghuai Automobile Co., Ltd. ; en chinois : 安徽江淮汽车股份有限公司 ; en pinyin : Ānhuī Jiānghuái qìchē gǔfèn yǒuxiàn gōngsī) est un constructeur automobile chinois appartenant à l'État. La société est implantée à Hefei, dans la province d'Anhui, en Chine.
La société a produit 465 000 véhicules en 2014. 40 % sont des voitures, mais JAC est surtout le numéro 3 chinois des camions légers, et le numéro 6 pour les poids lourds.

## Historique
Créée en 1964 sous le nom d'usine automobile Hefei Jianghuai, son nom a été changé pour Anhui Jianghuai Automobile Co., Ltd. en 1997. La société a fait une IPO à la Bourse de Shanghai en 2001.
Historiquement, JAC n'a produit que des camions commerciaux sous la marque marque Jianghu(undei), mais les MPVet les SUVsont apparus dans les années 2000. En 2007, l’entreprise avait obtenu l’approbation du gouvernement pour la production de voitures particulières, mais elle continuait néanmoins à être considérée comme un constructeur de camions. Avant l'acquisition en 2007 d'un permis de voiture particulière, JAC a coopéré avec Hyundai Motor Company au début des années 2000 dans le but d'élargir sa gamme de produits.[réf. nécessaire] Beginning in 2003, it assembled Hyundai MPVs although this stopped sometime prior to 2007. Au moins deux modèles basés sur la technologie Hyundai ont continué à être fabriqués par JAC après l'annulation de la coopération : un monospaceet un SUV. Hyundai a envisagé de créer une coentreprise avec l'entreprise en 2004.
En 2009, le gouvernement chinois a indiqué qu'il soutenait la consolidation de l'industrie automobile chinoise, ce qui a amené les analystes à prédire la possibilité d'une fusion de JAC avec Chery puisqu'ils sont tous deux situés dans la province d'Anhui.En apparence, une telle fusion aurait du sens : Chery fabriquait principalement des voitures particulières, et JAC se concentrait presque entièrement sur les camions à l’époque. Depuis lors, cependant, JAC a clairement indiqué qu'elle n'était pas intéressée par une consolidation sous l'égide du plus grand Chery. JAC a commencé à se concentrer davantage sur les voitures particulières, et l'annonce en 2010 d'un nouveau programme de véhicule électrique pourrait, au moins en partie, être un effort pour conjurer la rumeur de fusion.
Les ventes ont atteint plus de 445 000 unités en 2012.
En 2013, il était l'un des dix constructeurs automobiles les plus productifs de Chine, vendant 458 500 unités pour une part de marché de 2,5 % et atteignant la huitième place. JAC dropped one spot to ninth in 2011 making nearly 500,000 vehicles, and in 2012 a fall in units produced to about 445,000 precipitated the company's moving down one more rung to tenth place. La capacité de production estimée est supérieure à 500 000 unités/an en 2009.
En 2014, JAC Motors a annoncé l'acquisition complète de JAC Group. La nouvelle société serait commercialisée sous le nom de JAC Motors en bourse mais opérerait au nom de JAC Group.
En 2016, JAC a conclu un accord avec DR Automobiles pour exporter ses véhicules vers l'Italie. Les modèles JAC fabriqués en Chine seront ré-homologués selon la réglementation européenne de sécurité et anti-pollution par DR et vendus avec le badge DR. Les premières voitures importées en Italie sont la JAC Refine S3 renommée DR4 (ou EVO 4) et la JAC iEV40 vendue sous le nom de DR Evo Electric (ou EVO 3 Electric).

### Coopération avec Volkswagen
En 2017, JAC et Volkswagen Group ont annoncé une coentreprise pour produire des voitures électriques pour le marché chinois avec la marque SEAT, en avril 2018 la coentreprise JAC-Volkswagen est officiellement née, qui opère cependant à travers la nouvelle Marque Sol, et non plus SEAT. Le premier produit est le véhicule SOL E20X, un crossover électrique issu d'une ingénierie de badge du JAC iEV40 (également appelé JAC Refine S2 EV) avec une face avant redessinée par le centre de style SEAT en Espagne.
En 2020, Groupe Volkswagen signe des lettres d'intention entre Volkswagen (China) Investment Co. Ltd. et le gouvernement de la province d'Anhui, pour l'augmentation de la participation du Groupe Volkswagen dans la coentreprise JAC Volkswagen, de les 50% actuels à 75%. Une transition qui nécessite également des investissements dans JAG (JAC Holding Group), la société mère de JAC et détenue par le gouvernement d'Anhui. L'accord entre les parties, sous réserve des autorisations réglementaires habituelles, prévoit un investissement d'un montant égal à un milliard d'euros et devrait être conclu d'ici la fin de l'année. Volkswagen acquerrait également 50 % de JAG (la société mère de JAC).
Le groupe Volkswagen détient une part de 75 % de Volkswagen Anhui tandis que le groupe JAC détient une part de 25 %. Le Groupe Volkswagen détenait également 50 % de JAC Holding Group (JAG), la société mère du Groupe JAC, ce qui signifie que le Groupe Volkswagen détient également une participation de 14,09 % du Groupe JAC. En conséquence, le pourcentage de propriété détenu par le Groupe Volkswagen dans Volkswagen Anhui atteint effectivement 78,52 %.

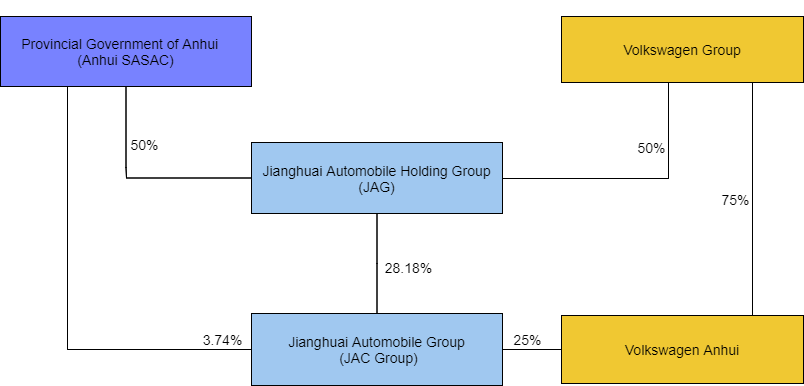
La structure du Groupe JAC en 2023

### OEM pour NIO
En avril 2016, NIO et JAC Group ont signé un accord de coopération en matière de fabrication, confirmant à titre préliminaire un objectif de production et de vente de 50 000 véhicules par an pour une durée de 5 ans.
En 2018, le premier modèle produit en série de NIO, le NIO ES8, fabriqué par JAC, a été officiellement lancé.
En mars 2021, NIO et JAC Group ont créé Jianglai Advanced Manufacturing Technology (Anhui) Co., Ltd., chaque partie détenant une participation de 50 % dans la coentreprise. Le même mois, les deux sociétés sont convenues de prolonger le contrat de fabrication jusqu'en mai 2024. Dans le cadre du renouvellement de l'accord, NIO a versé à JAC 1,2 milliard CNY pour la prolongation des services de fabrication sous contrat.
En décembre 2023, NIO a annoncé l'acquisition des usines JAC fabriquant des véhicules NIO au prix de 3,158 milliards CNY, ce qui marque la fin de l'OEM pour NIO.
Depuis le début du partenariat OEM, NIO a versé à JAC un montant de 223 millions CNY, 441 millions CNY, 532 millions CNY, 715 millions CNY et 1,127 milliard CNY au cours des années 2018 à 2022 respectivement. Au cours de la période de cinq ans, le montant total payé pour les services de fabrication sous contrat a atteint une somme substantielle de 3,038 milliards CNY.

### Partenariat avec Huawei
En décembre 2023, JAC a annoncé avoir signé un accord de coopération avec Huawei. Les deux parties collaboreront dans la fabrication, les ventes et les services pour développer des véhicules électriques haut de gamme basés sur les solutions automobiles intelligentes de Huawei.

## Marques

### JAC
JAC, en tant que marque principale, a connu de multiples transitions au cours des dernières décennies. À l’origine, JAC propose plusieurs gammes de produits. Le Heyue pour les berlines, les berlines, les monospaces et les SUV, le Refine pour les grands monospaces/mini-fourgonnettes et fourgonnettes.
En 2017, la série Heyue a été abandonnée et les modèles finaux ont été remplacés par des variantes électriques.
En 2019, une nouvelle série, Jiayue', a été introduite. Plusieurs véhicules Refine ont été rénovés et déplacés vers cette série.
En 2020, JAC a commencé à rebadger les modèles de la série JAC Jiayue sous la marque Sehol, ce qui a donné naissance aux Sehol A5, Sehol X4 et Sehol X7. Le rebadge est en fait une initiative visant à déplacer toutes les berlines et SUV sous la marque Sehol.
En 2023, JAC a révélé qu'elle avait décidé de supprimer progressivement la marque Sehol à l'avenir, plusieurs modèles Sehol, comme QX, A5 et X8, ont été rebadgés sous la marque JAC.
- JAC A5 Plus (2023-présent), berline compacte, rebadgée en Sehol A5 Plus
- JAC QX PHEV (2023-présent), SUV compact, rebadgé de Sehol QX
- JAC X8 Plus (2023-présent), SUV intermédiaire, rebadgé de Sehol X8
- JAC iEVA50 (2018-présent), variante EV de Heyue
- JAC iEV7 (2014-présent), variante EV de Heyue A20

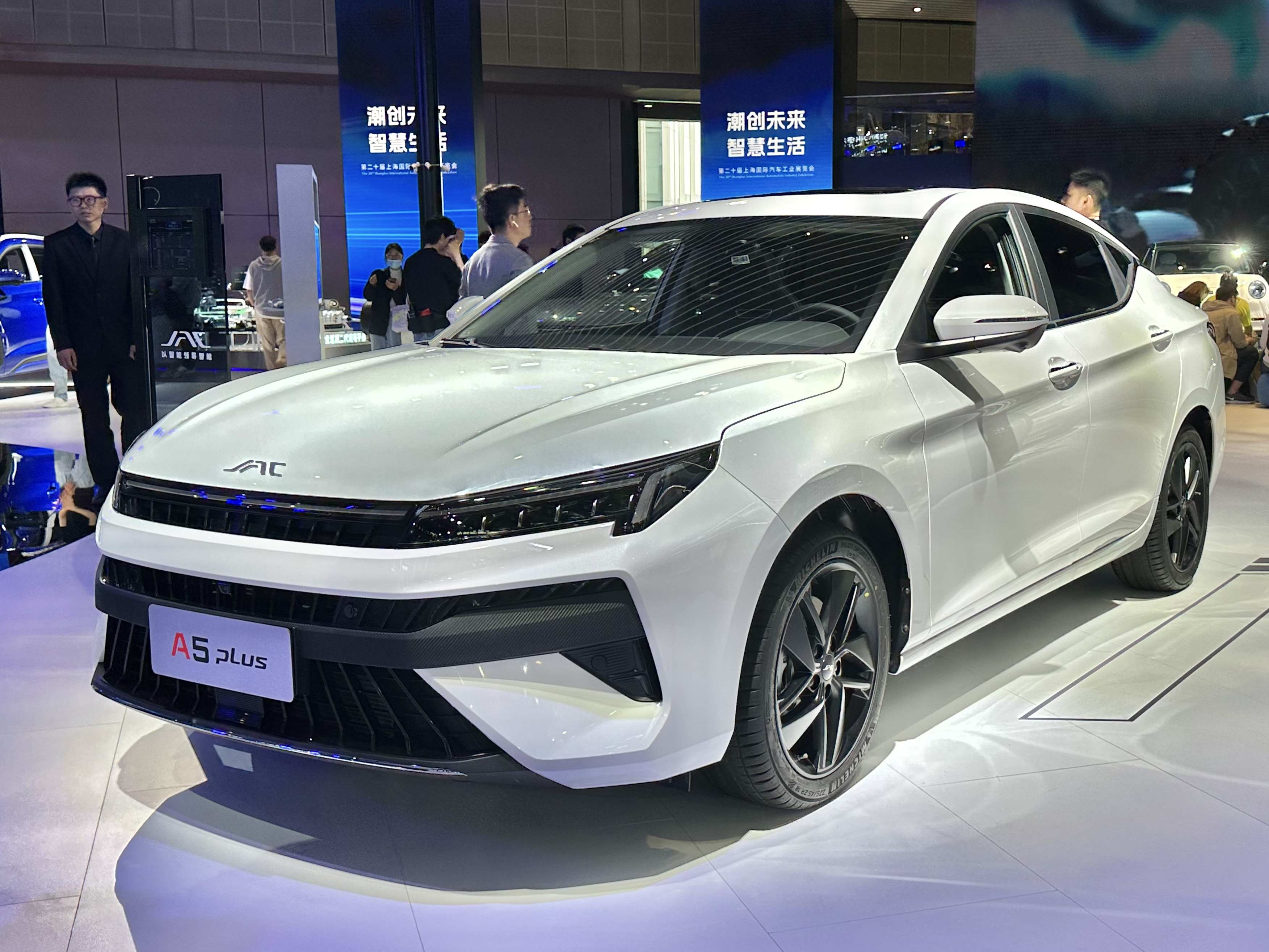
JAC A5 Plus
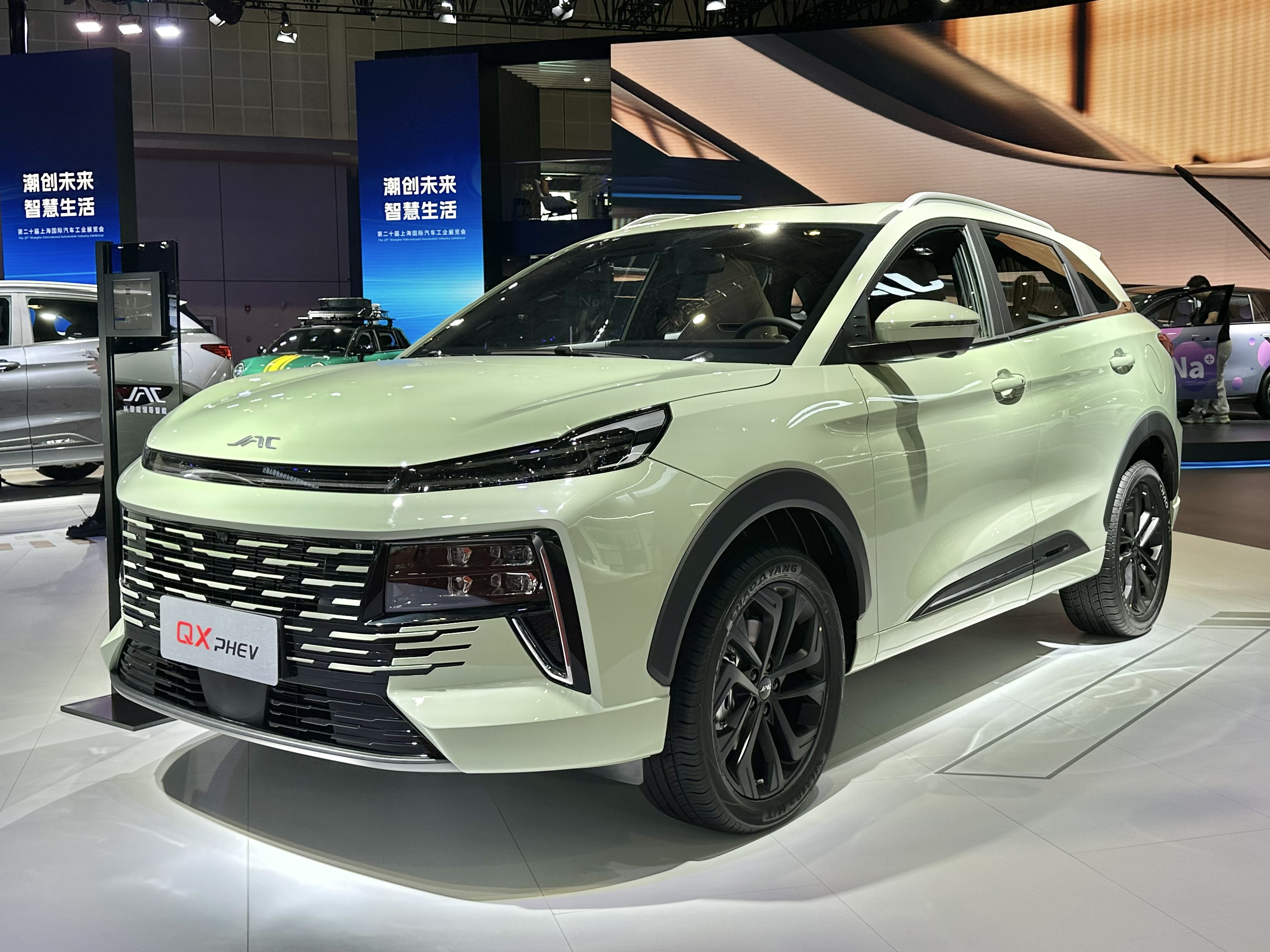
JAC QX PHEV
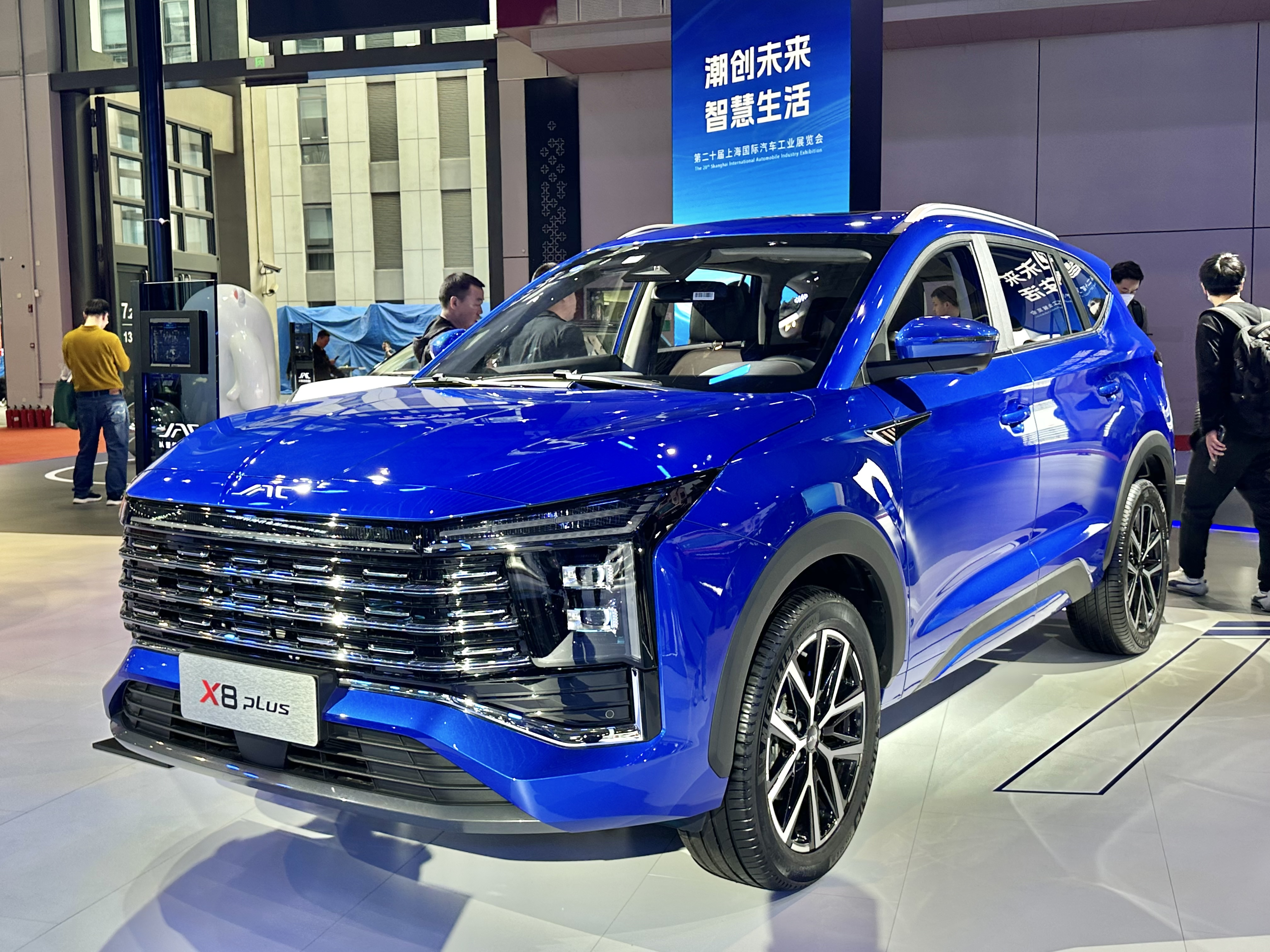
JAC X8 Plus
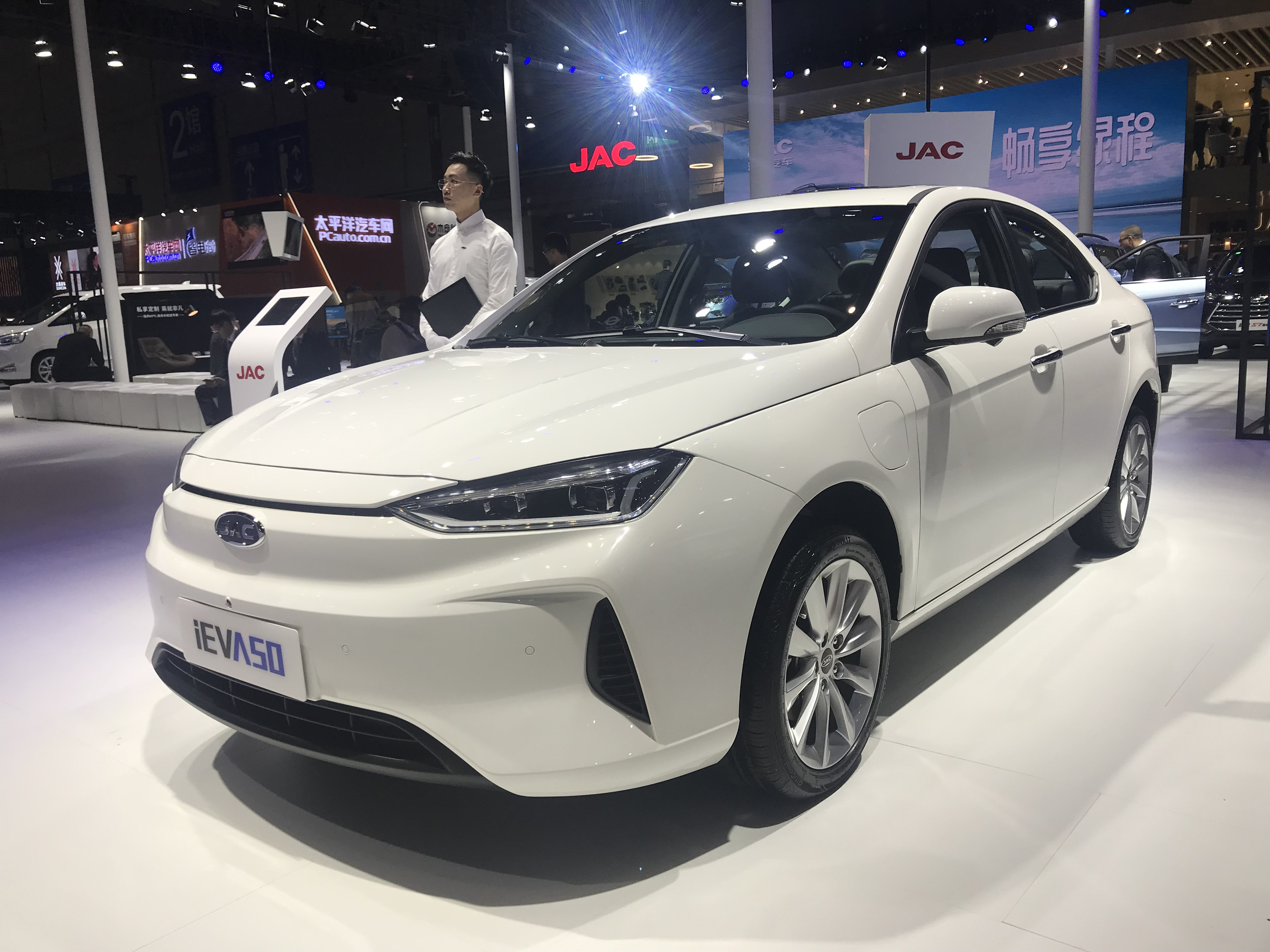
JAC iEVA50
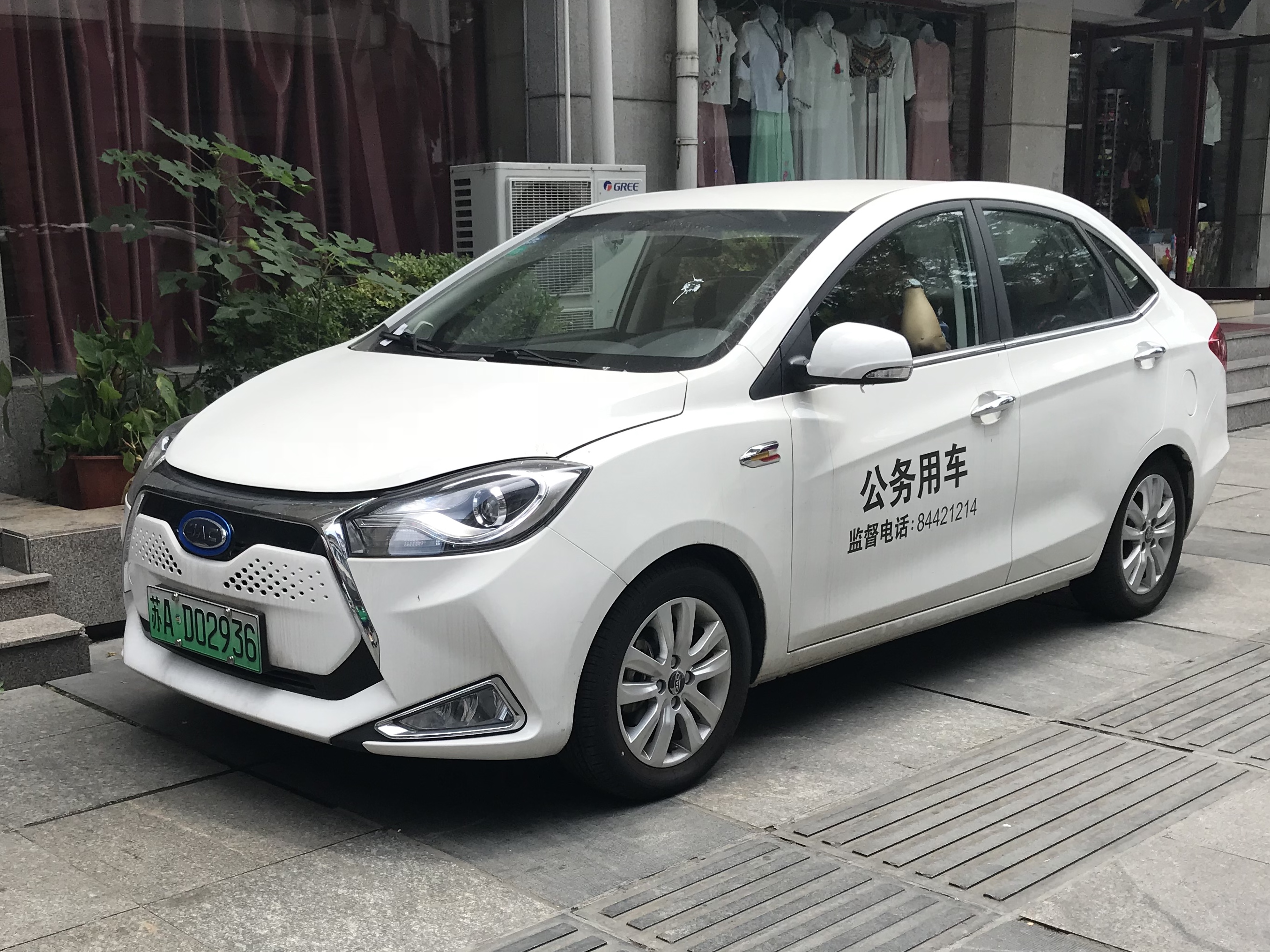
JAC iEV7

### Sehol
Sehol (思皓) a été créée en 2018 en tant que coentreprise entre JAC et Volkswagen, initialement positionnée comme une marque de véhicules purement électriques. En 2020, le groupe Volkswagen a augmenté sa participation dans la coentreprise JAC Volkswagen à 75 % et a officiellement rebaptisé Volkswagen Anhui. La marque Sehol a été utilisée sous licence par JAC, ce qui en fait essentiellement une marque de coentreprise.

En 2023, JAC a révélé qu'elle avait décidé de supprimer progressivement la marque Sehol à l'avenir.

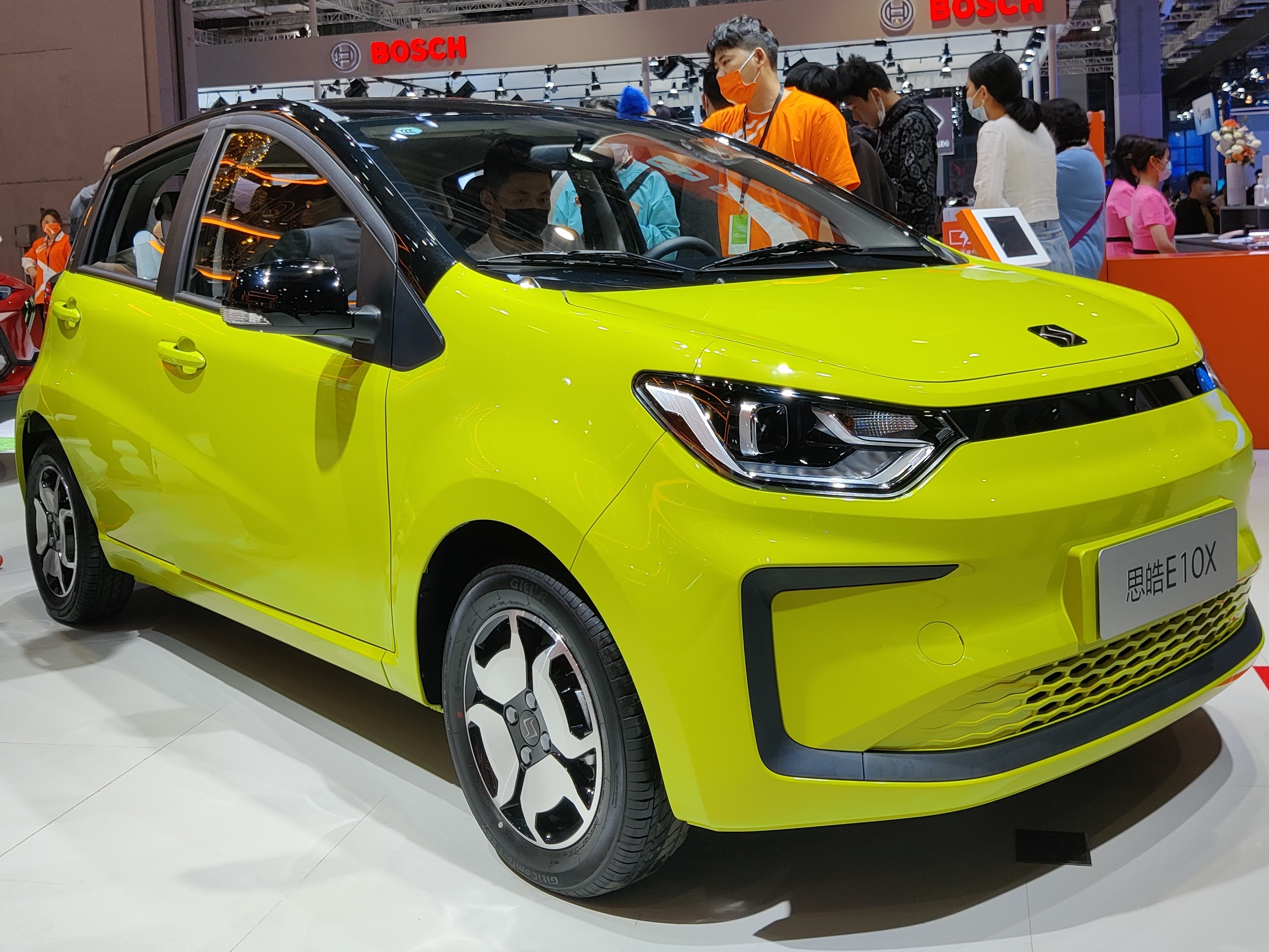
Sehol E10X
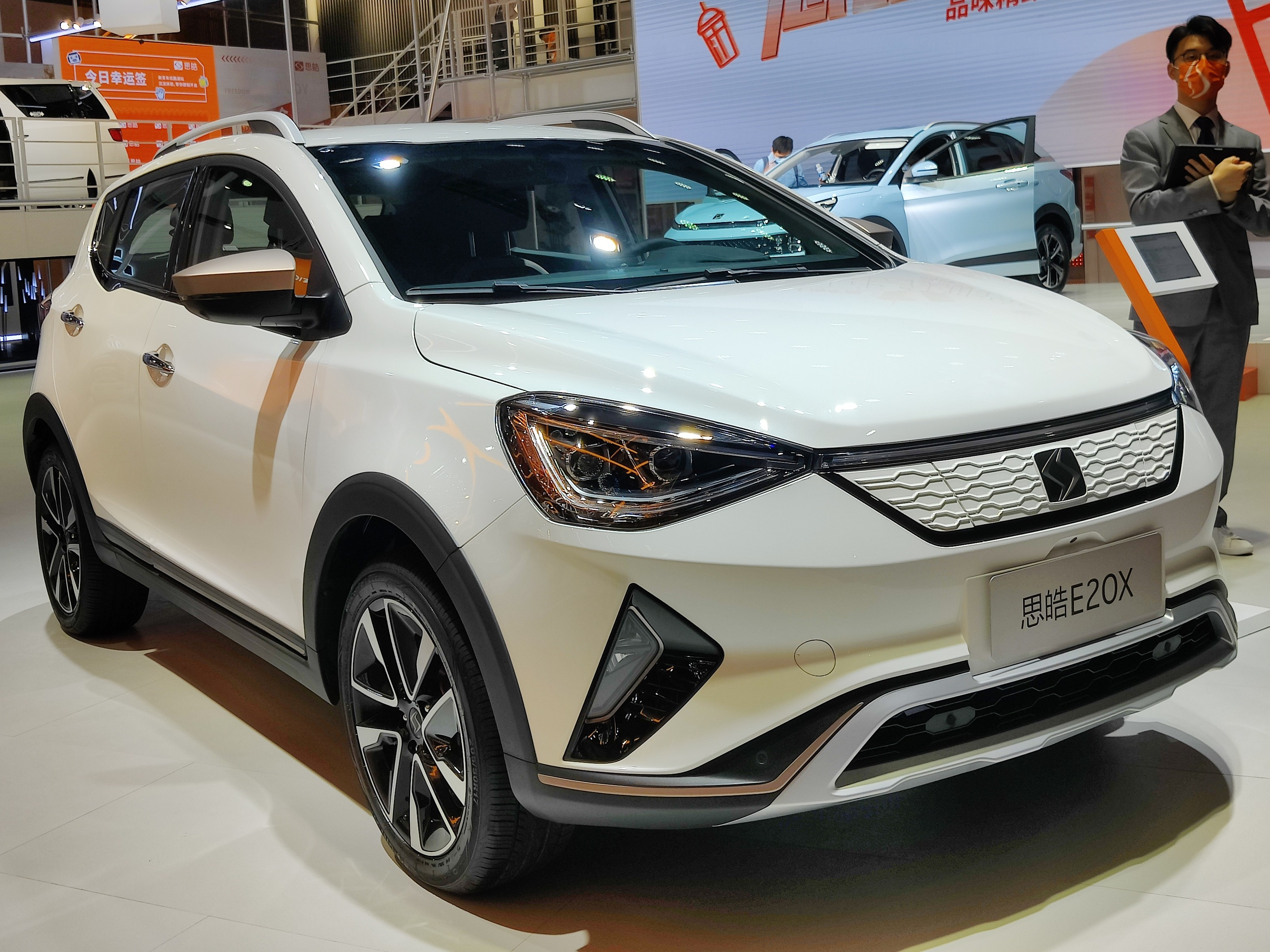
Sehol E20X
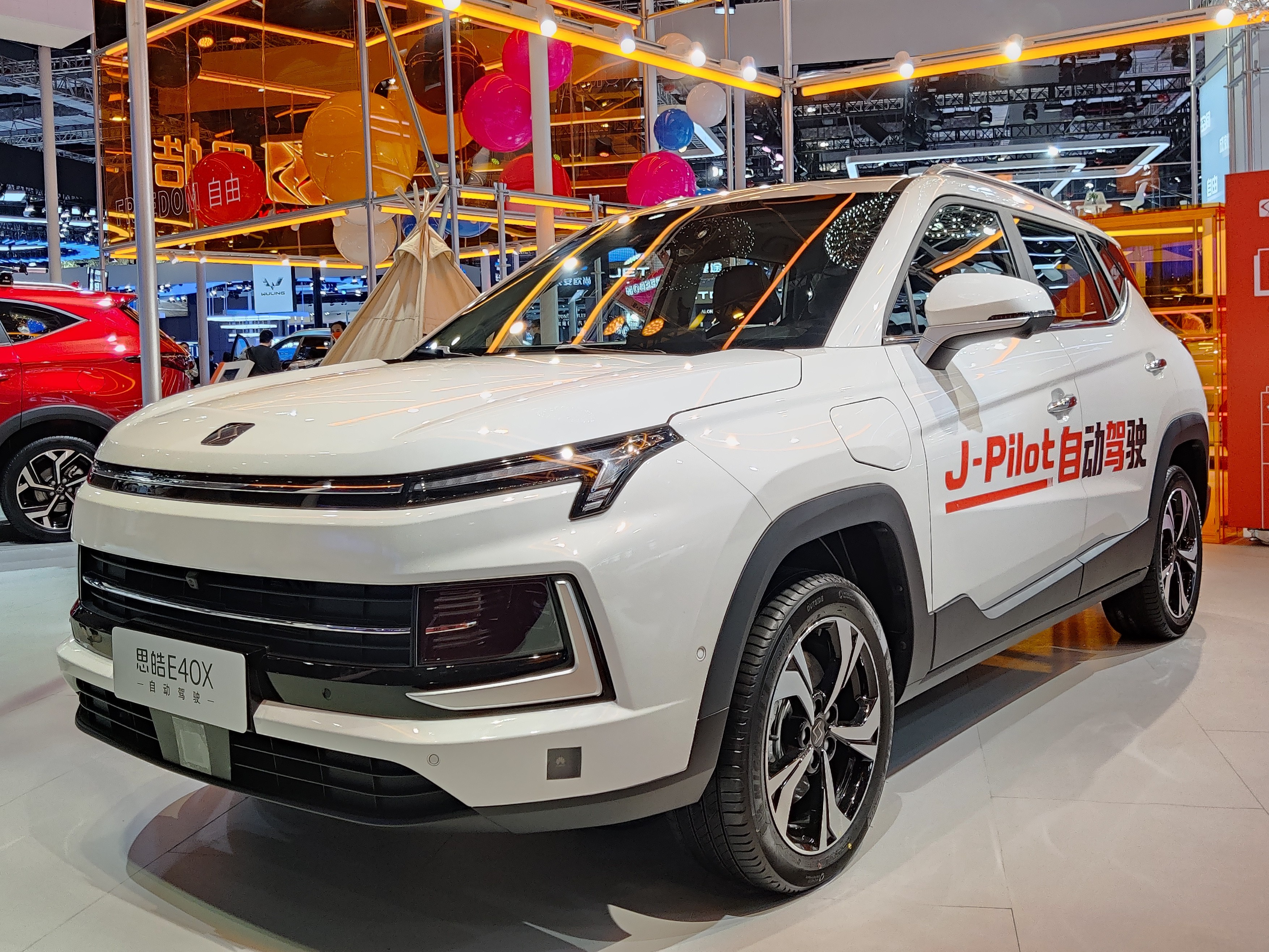
Sehol X4
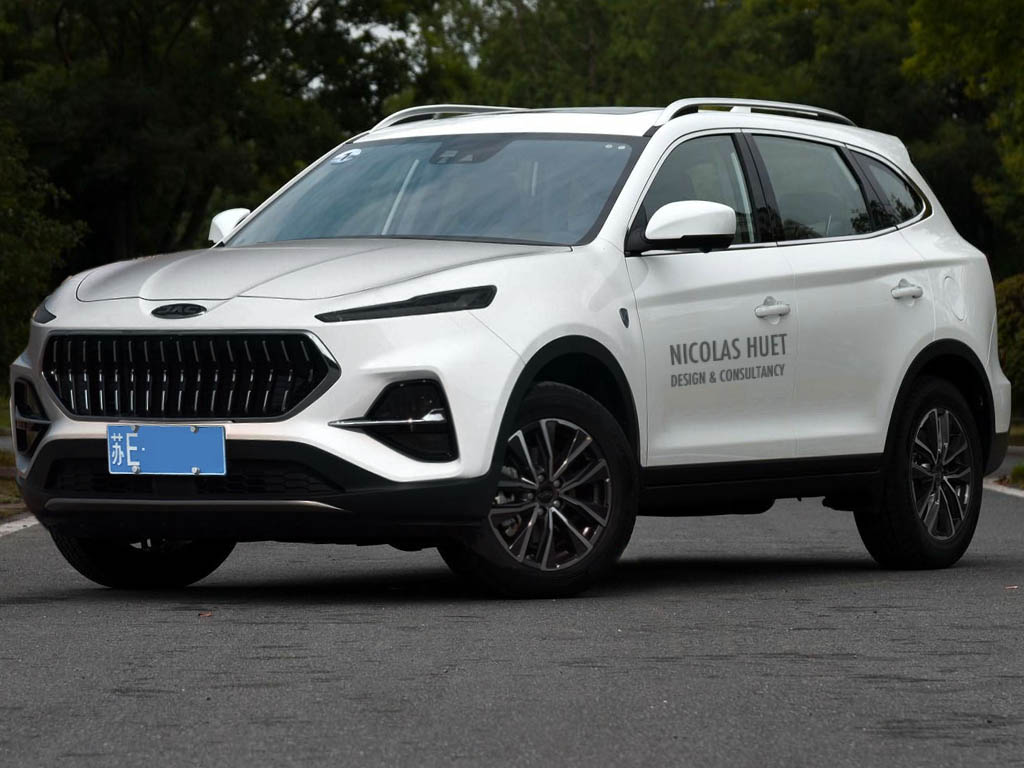
Sehol X7
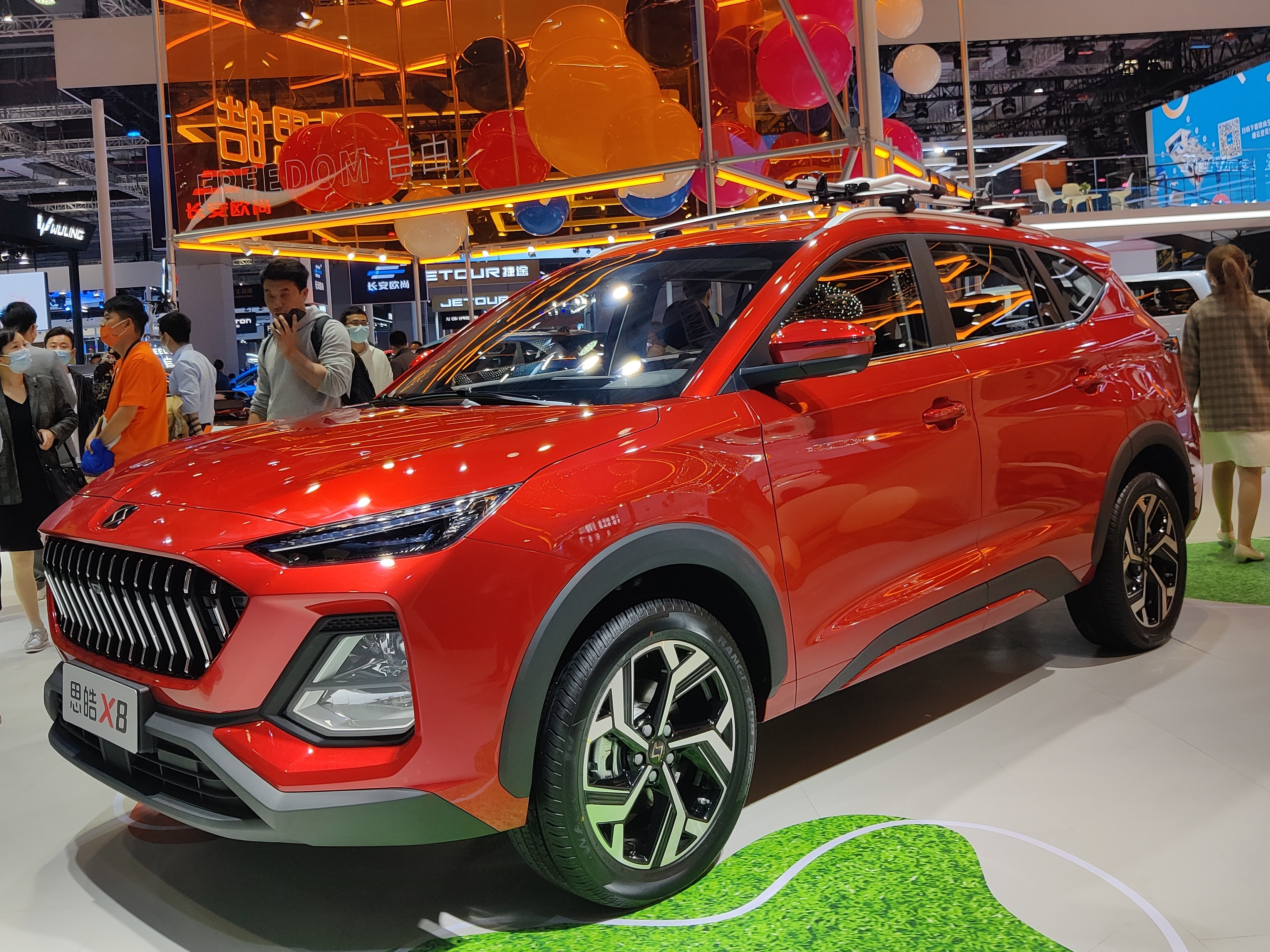
Sehol X8
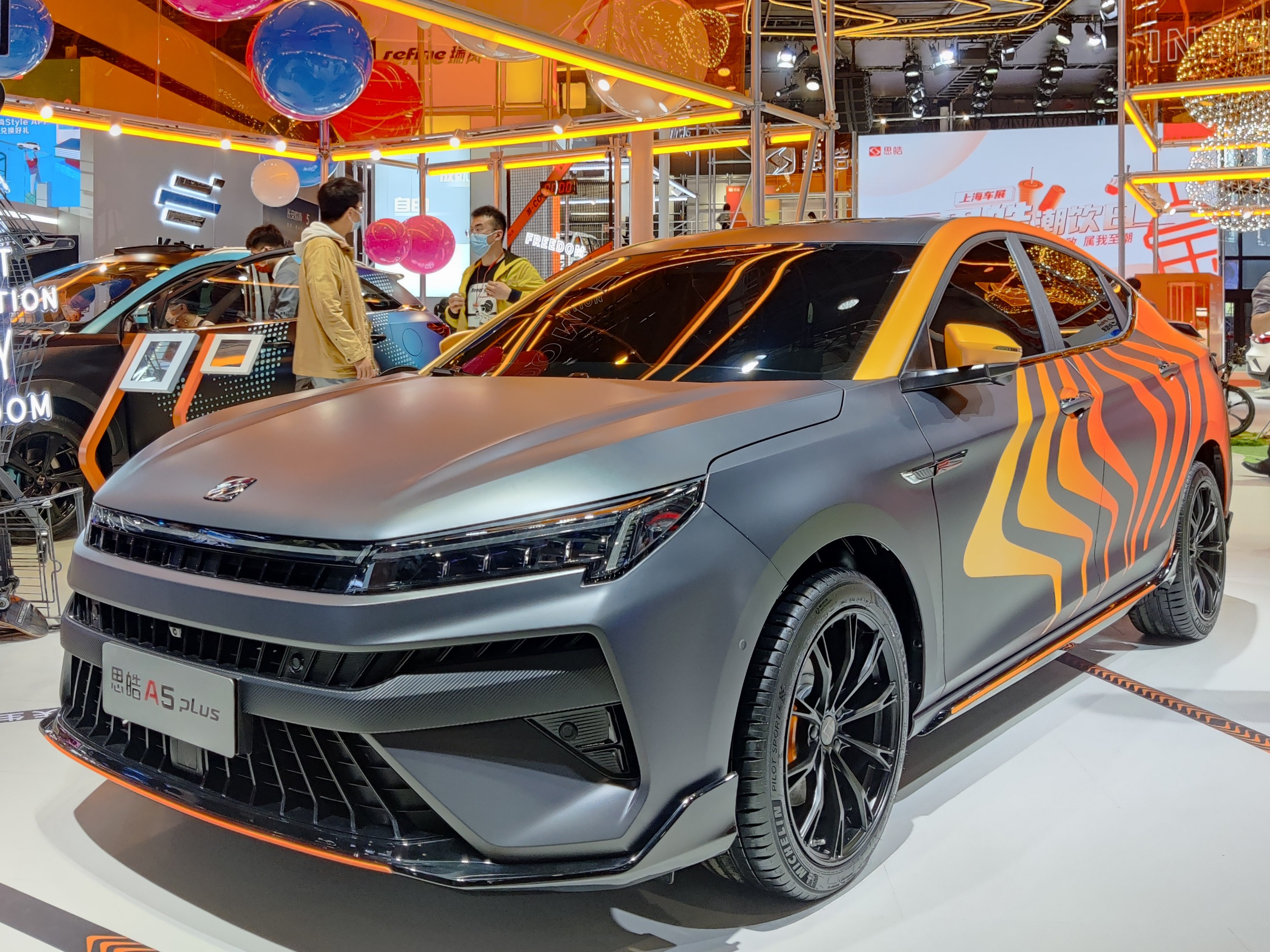
Sehol A5 Plus
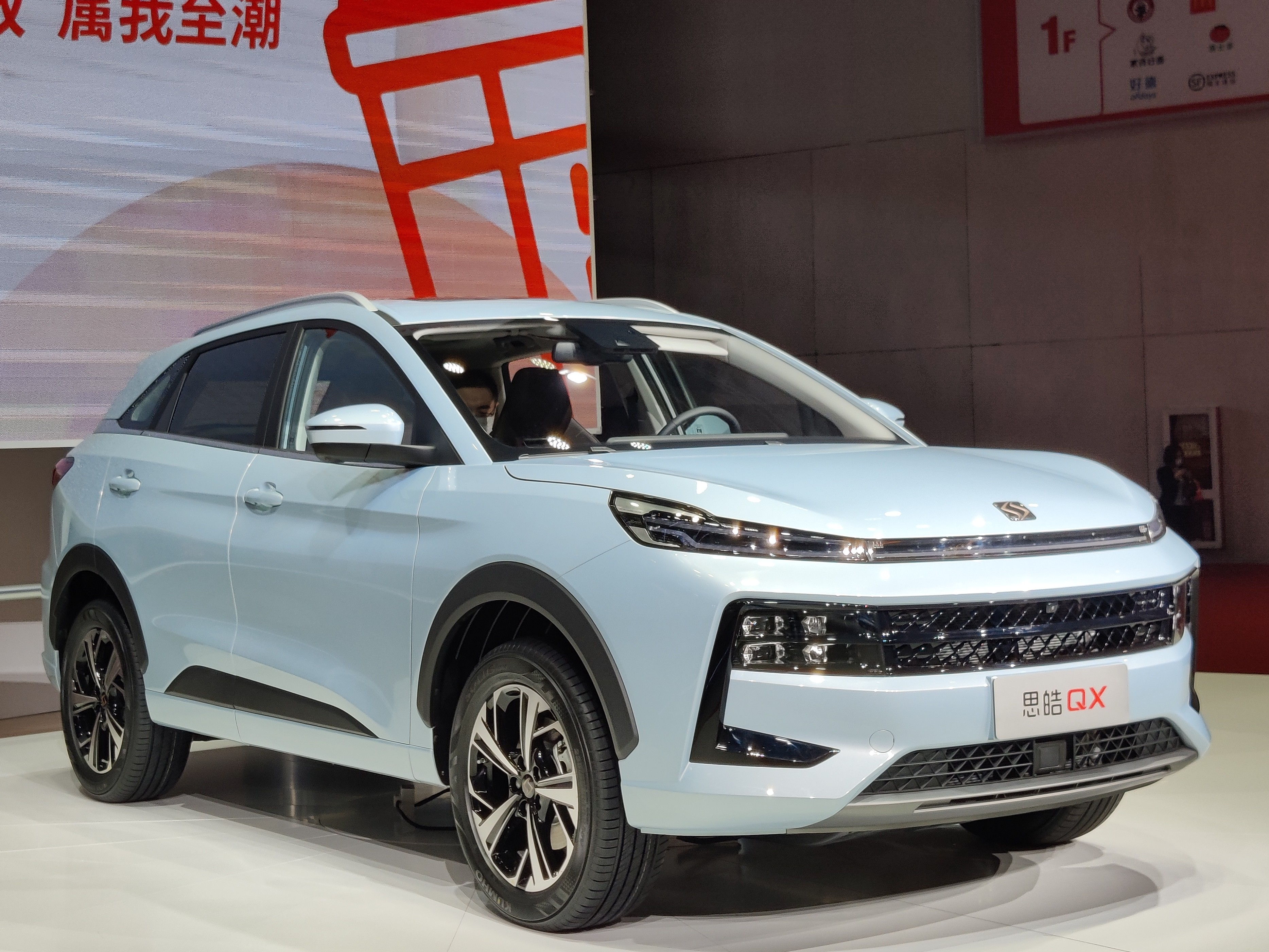
Sehol QX

### JAC Yiwei
JAC Yiwei (Jianghuai Yinwei ) est la marque de JAC pour les véhicules électriques d'entrée de gamme, lancée en avril 2023.
- JAC Yiwei 3 (2023-présent), berline sous-compacte

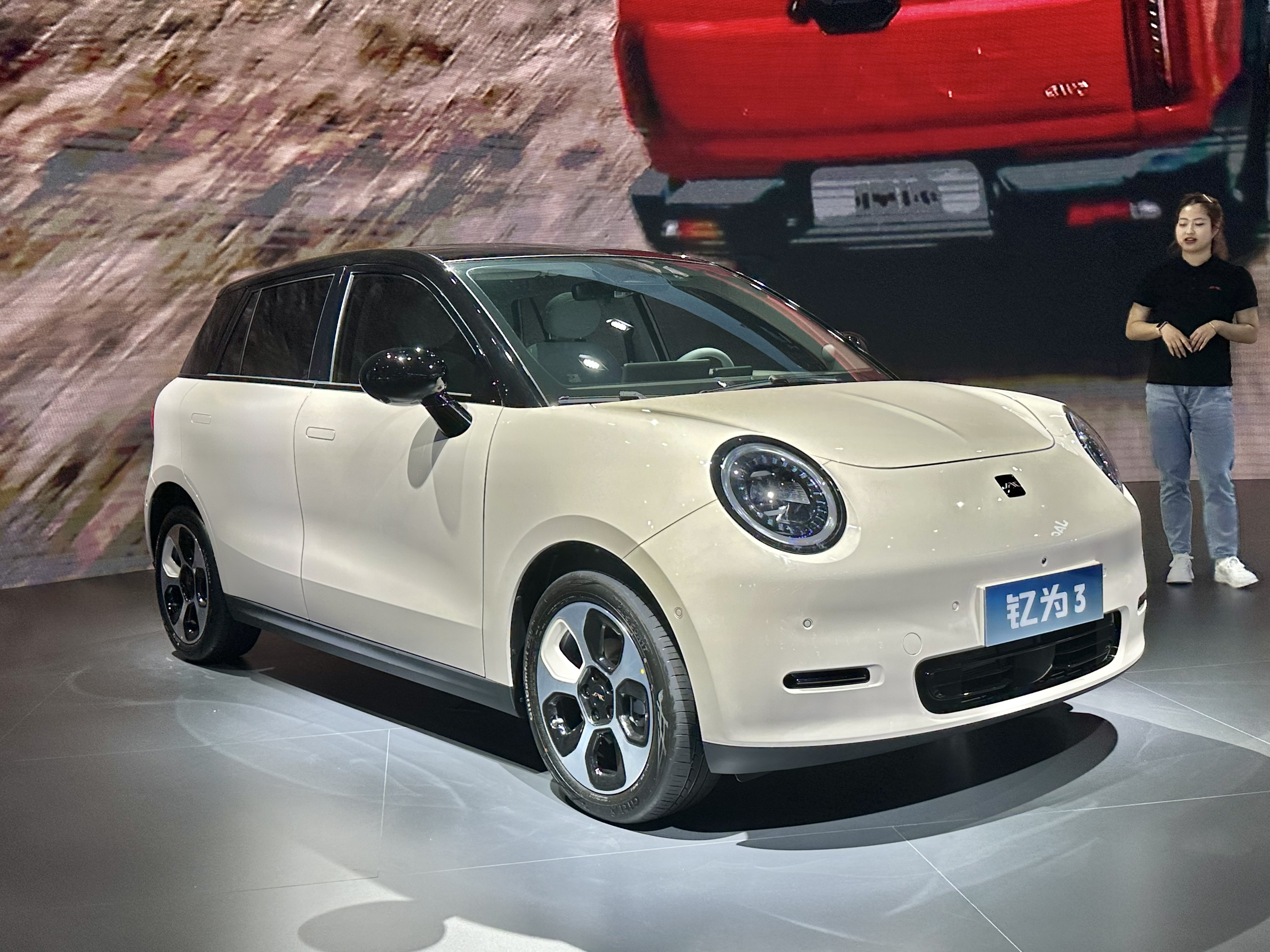
JAC Yiwei 3

### JAC Refine
JAC Refine (江淮瑞风) était une marque de JAC pour les monospaces/fourgons commerciaux. En 2020, JAC Refine est devenue une marque indépendante de la gamme de produits MPV de JAC.
- JAC Refine M3 (2015-présent), minifourgonnette compacte
  - JAC Refine E3, variante EV de Refine M3
- JAC Refine M4 (2016-présent), minifourgonnette intermédiaire
- JAC Refine M5 (2002-présent), mini-fourgonnette pleine grandeur
- JAC Refine M6/ M6 MAX/ L6 MAX (2013-présent), mini-fourgonnette pleine grandeur
- JAC Refine RF8 (pour commencer), minifourgonnette pleine grandeur

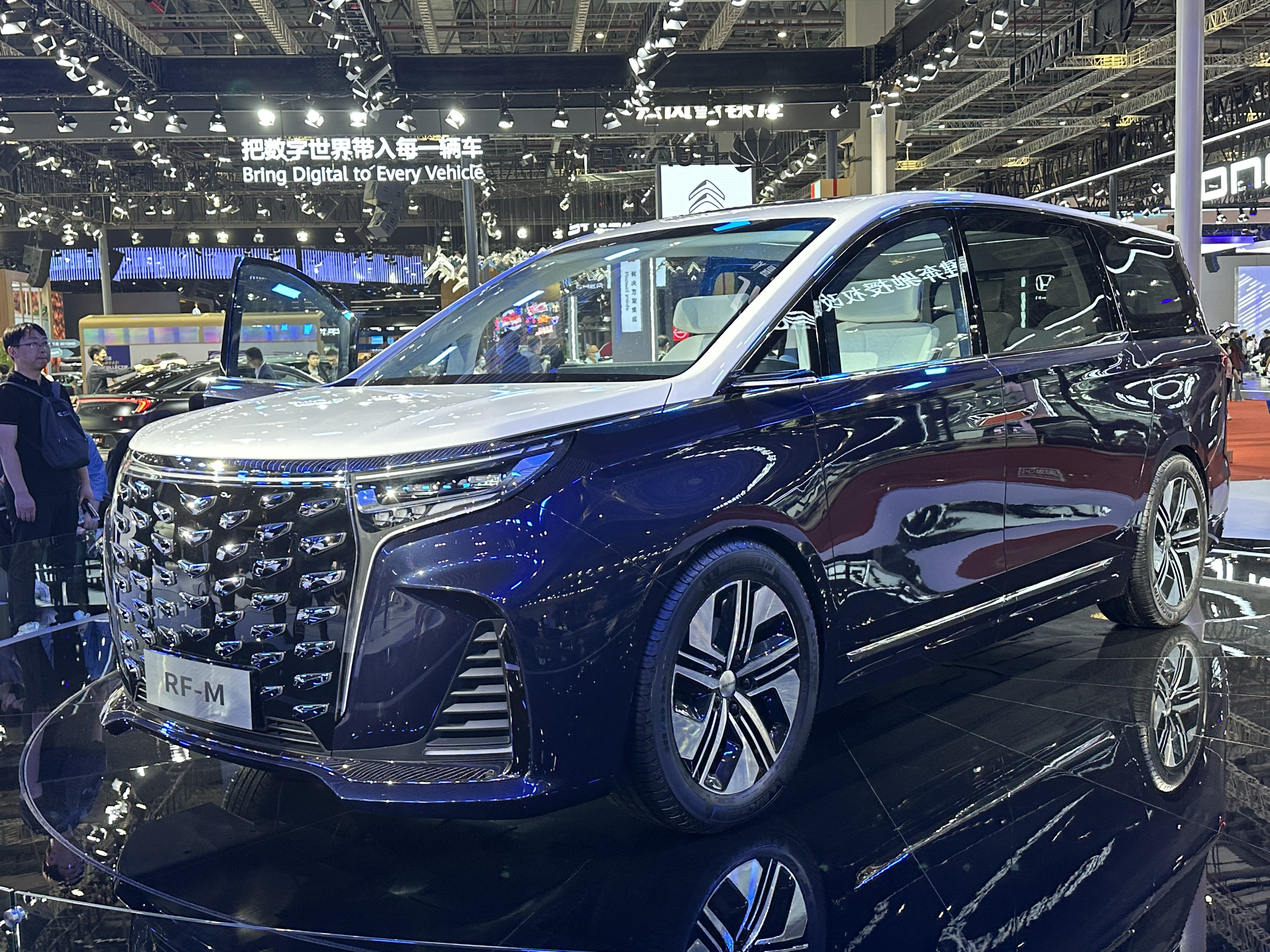
JAC Refine RF8
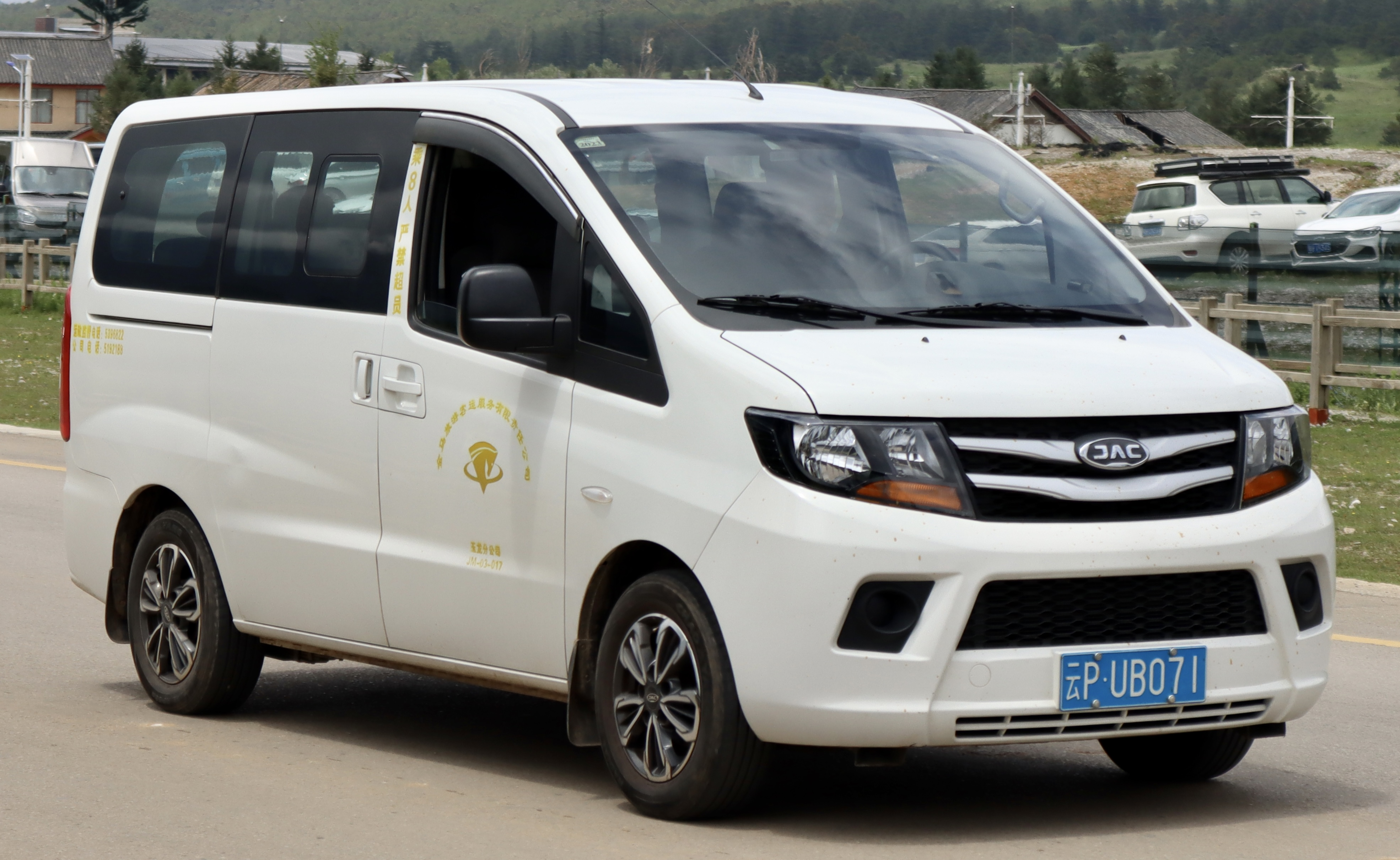
JAC Refine M3
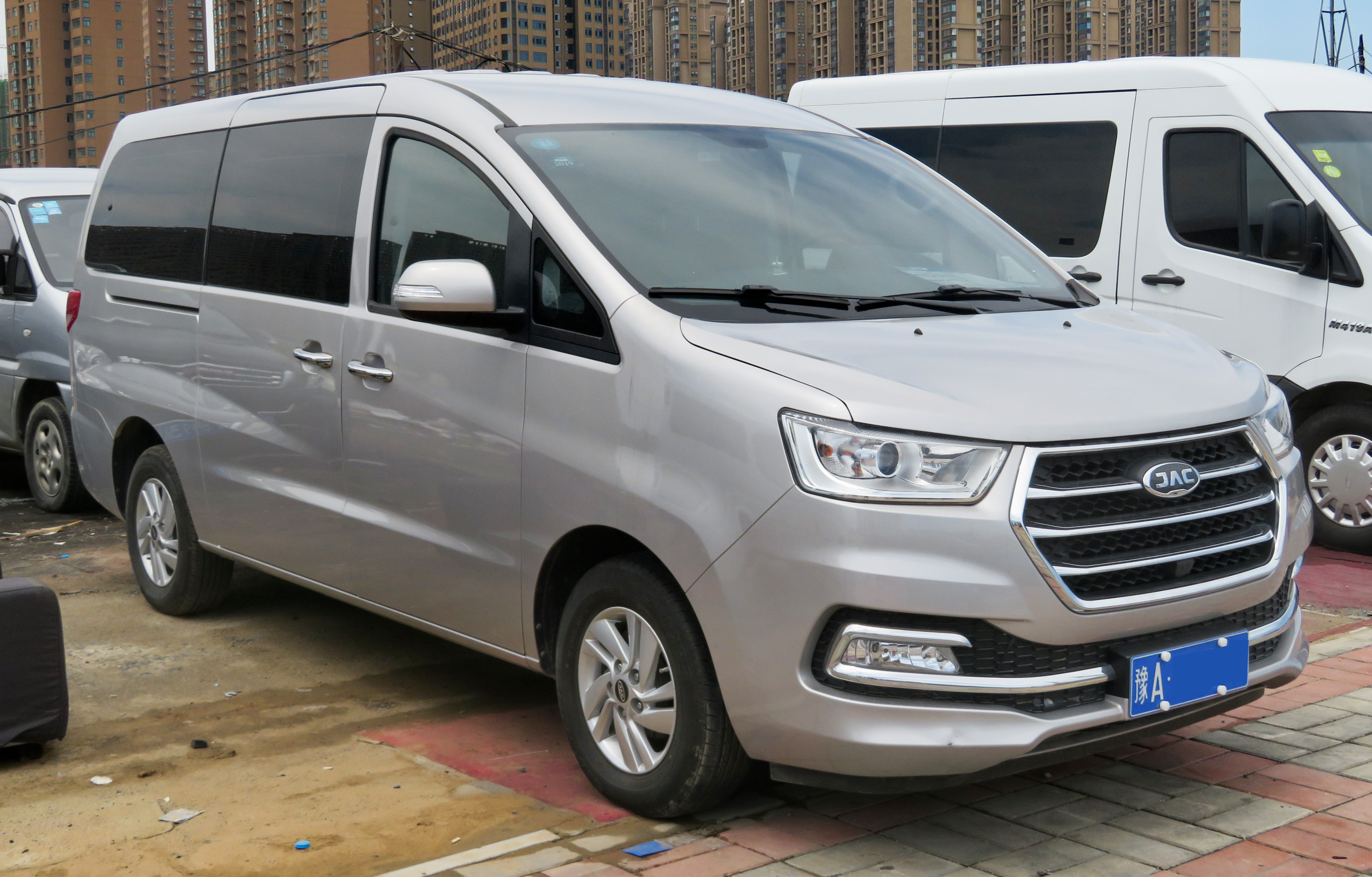
JAC Refine M4
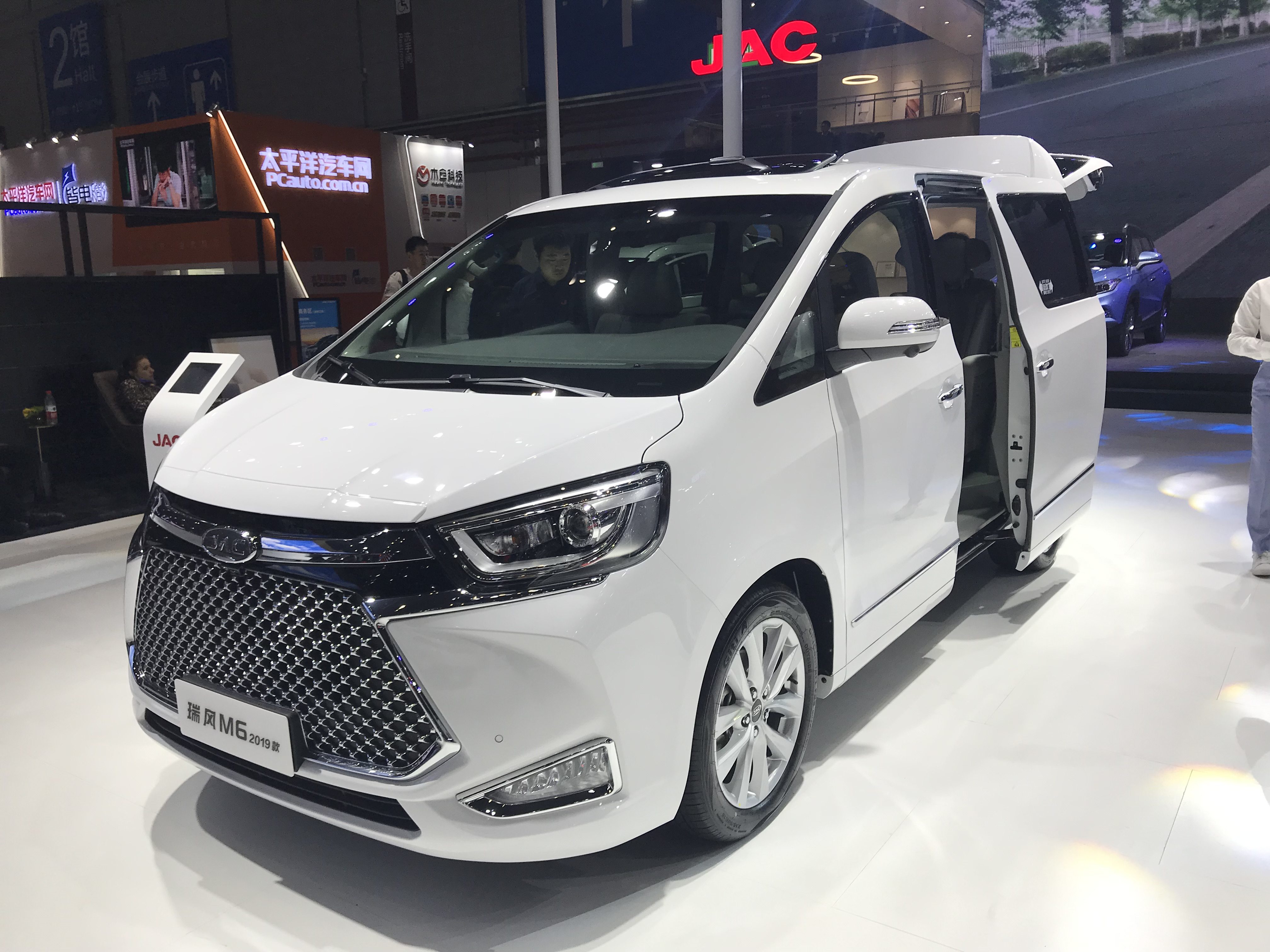
JAC Refine L6 Max

## Anciens modèles

### JAC

#### Berline
- JAC Refine A60 (2015-2020), berline intermédiaire
  - JAC iEVA60 (2019-2021), variante de Refine A60
- JAC Binyue (2008-2012), berline intermédiaire
- JAC Jiayue A5 (2020-2020), berline compacte, rebadgée en Sehol A5
- JAC Heyue (2011-2017), berline compacte et berline
- JAC Heyue A30 (2012-2016), berline sous-compacte
- JAC Heyue A20 (2013-2014), berline sous-compacte
- JAC Heyue Tongyue (2008-2017), berline sous-compacte et berline
  - JAC Tongyue Cross (2009-2012), variante SUV de Tongyue
  - JAC iEV4 (2011-2018), variante EV de Tongyue
- JAC Yueyue (2010-2016), citadine
  - JAC Yueyue Cross (2012-2016), variante à hayon de Yueyue

#### SUV
- JAC Jiayue X7 (2020-2020), SUV intermédiaire, rebadgé en Sehol X7
- JAC Jiayue X4 (2020-2020), SUV compact, rebadgé en Sehol X4
- JAC Refine S7 (2017-2020), SUV intermédiaire
- JAC Refine S5 (2013-2019), SUV compact
- JAC Refine S4 (2018-2020), SUV compact
  - JAC iEVS4 (2019-2022), variante EV de Refine S4
- JAC Refine S3 (2015-2016), SUV sous-compact
- JAC Refine S2 (2015-2018), SUV sous-compact
  - iEV7S (2016-2023), variante EV de Refine S2
- JAC Refine S2 Mini (2017-2020), mini SUV
  - JAC iEV6E (2016-2021), basé sur le Refine S2 Mini
- JAC Rein (2007-2013), SUV compact

#### Fourgon/Monospace
- JAC Refine R3 (2017-2023), monospace compact
- JAC Refine M2 (2010-2016), monospace compact

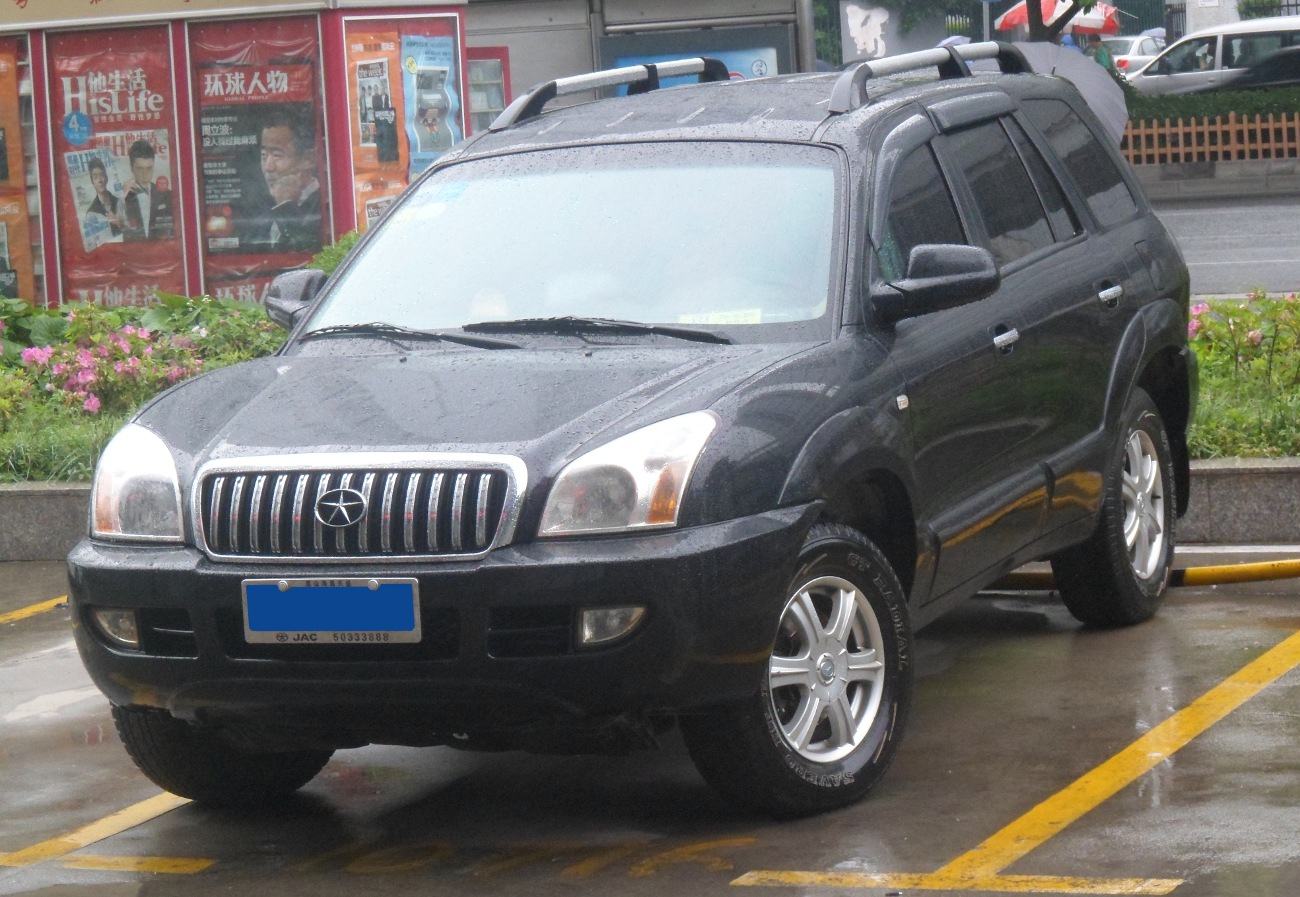
JAC Rein
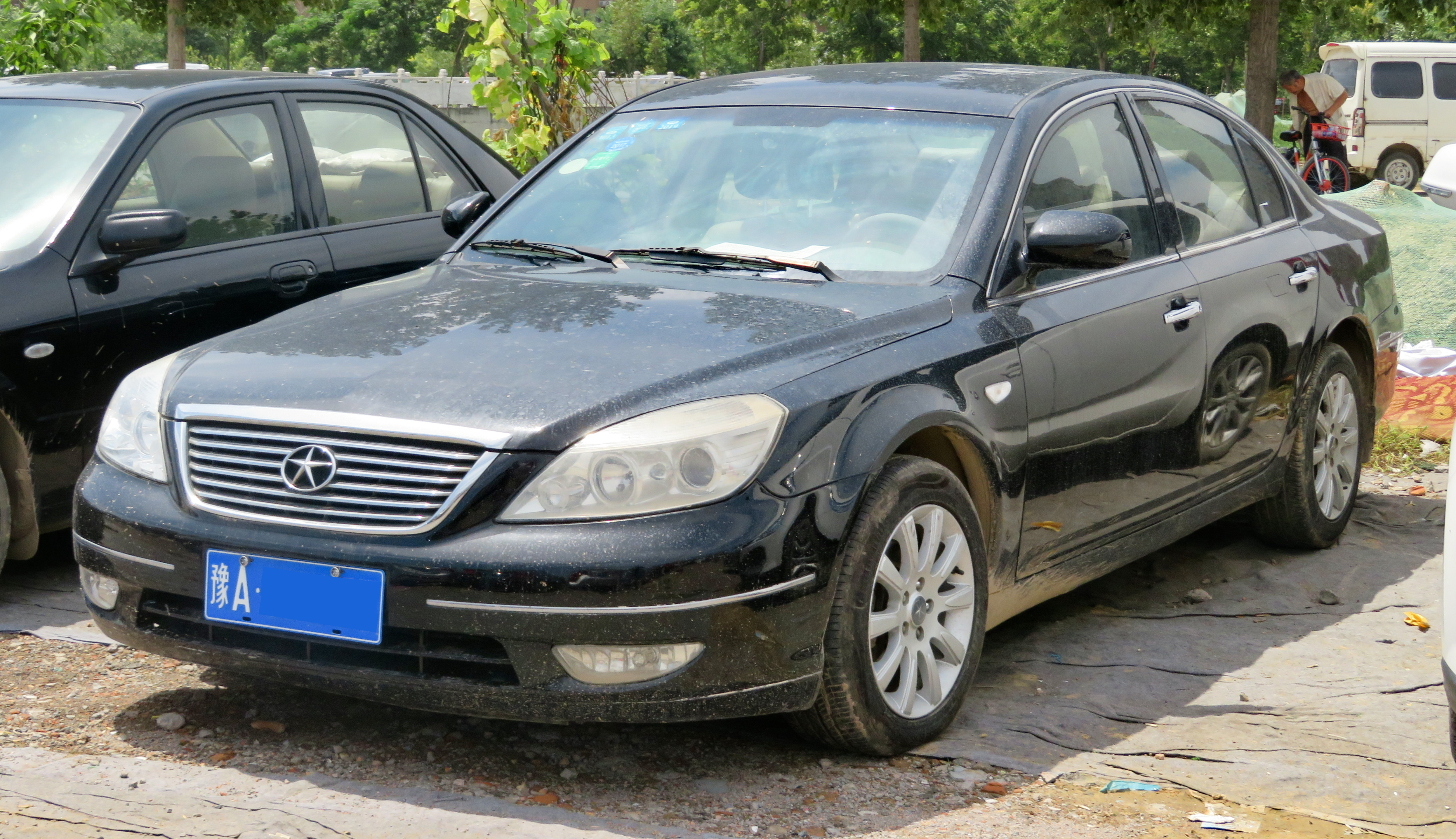
A JAC Binyue (J7)
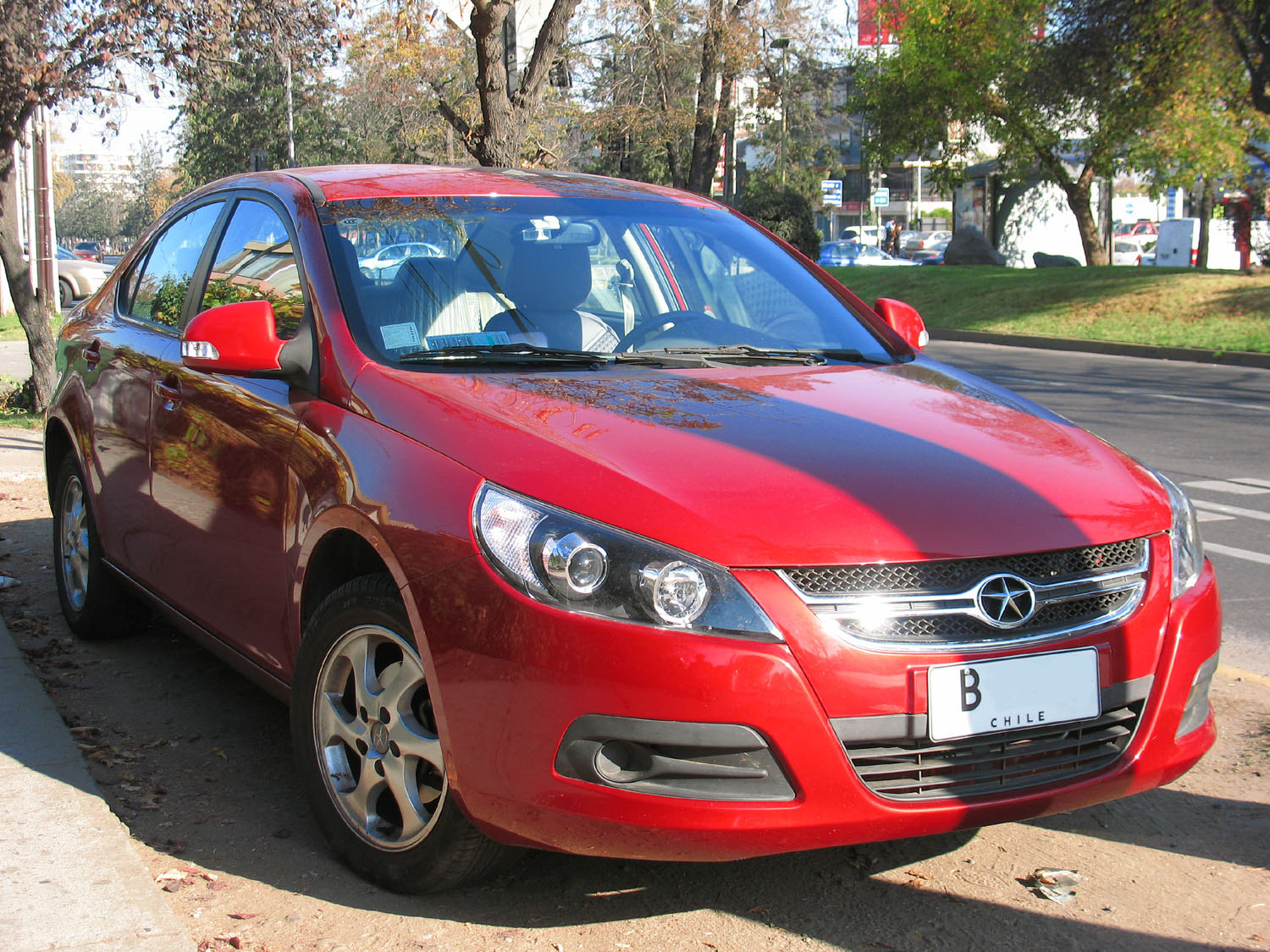
Heyue sedan (JAC B15) pictured in Chile
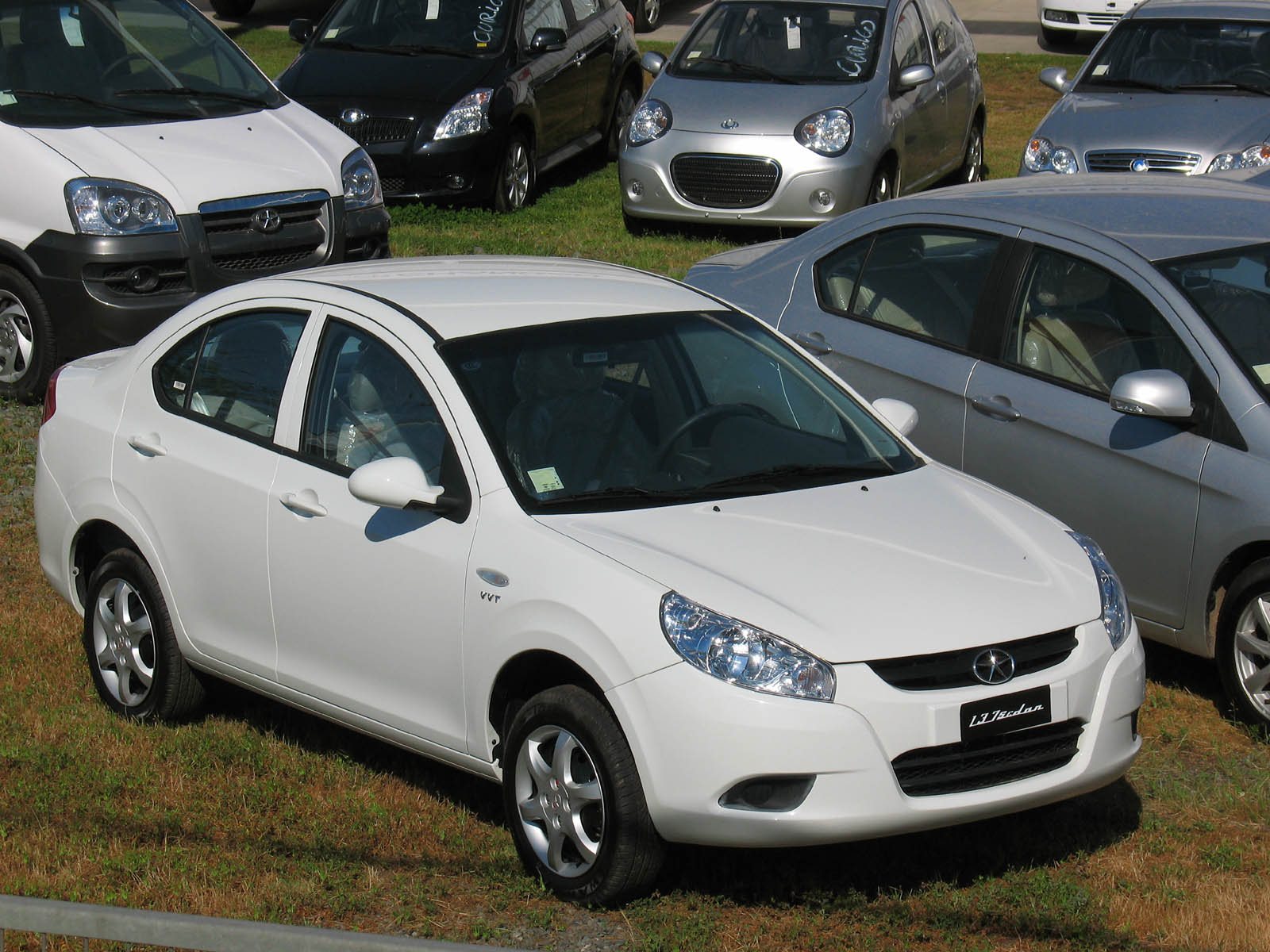
Heyue A13 (2012 JAC 137 Sedan)
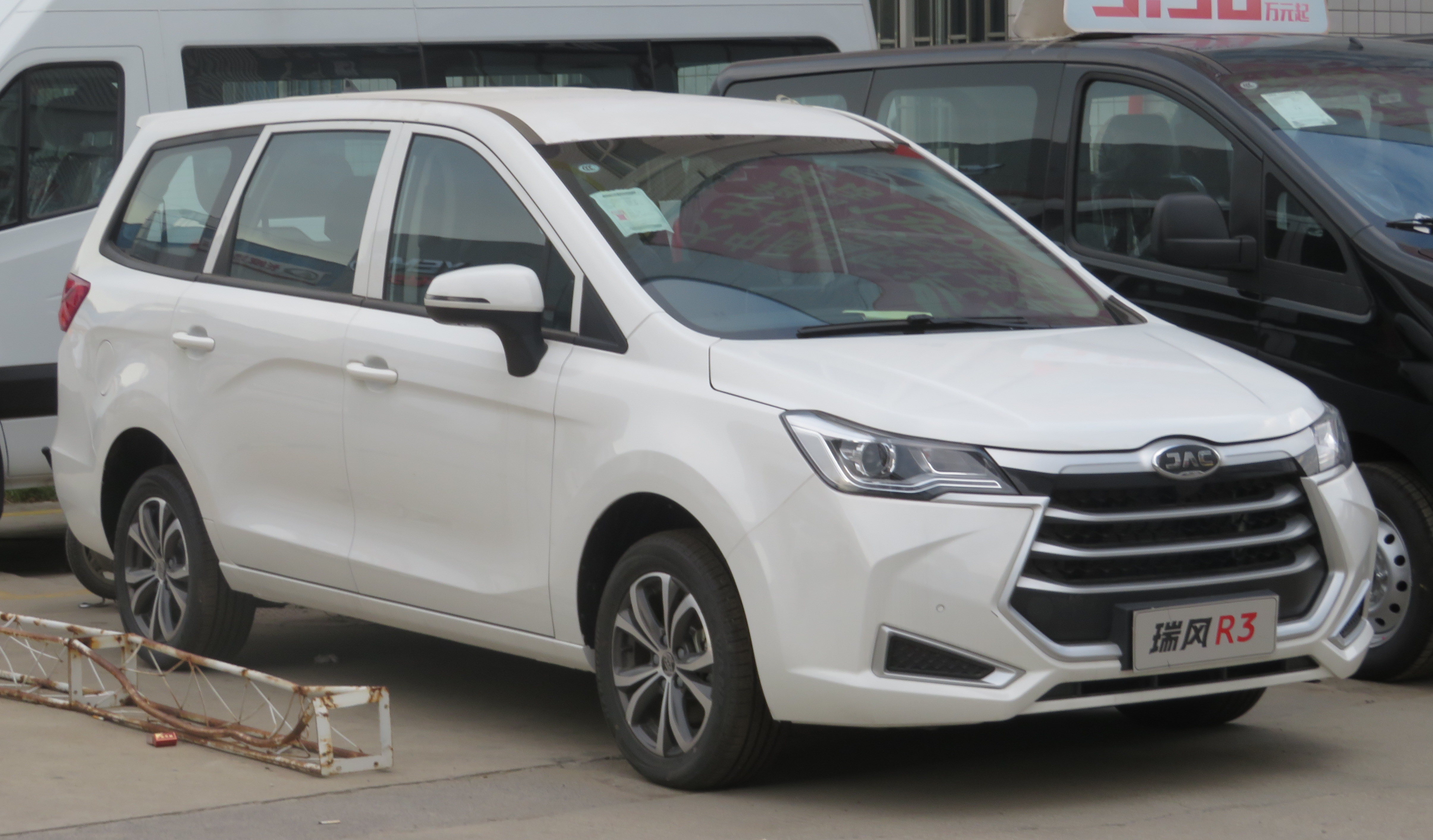
Refine R3
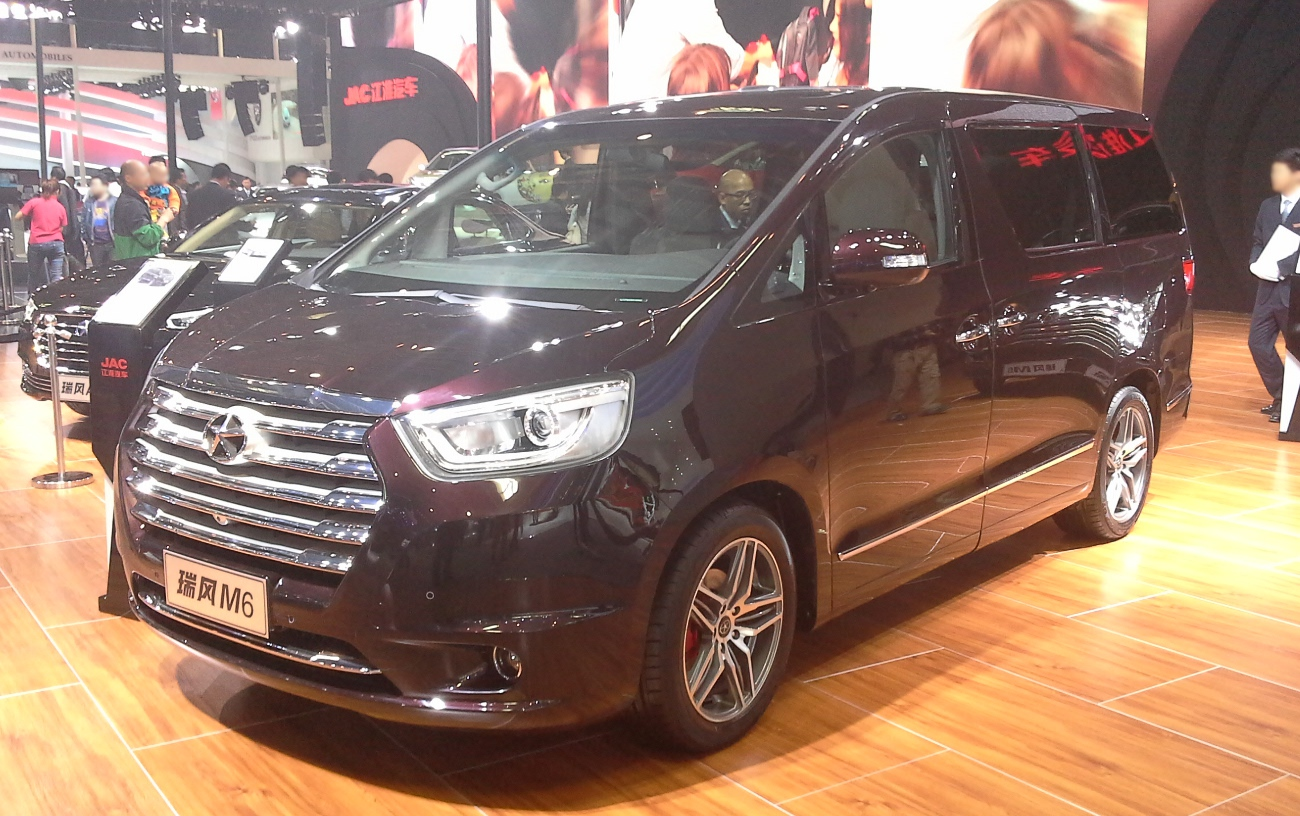
Refine M6
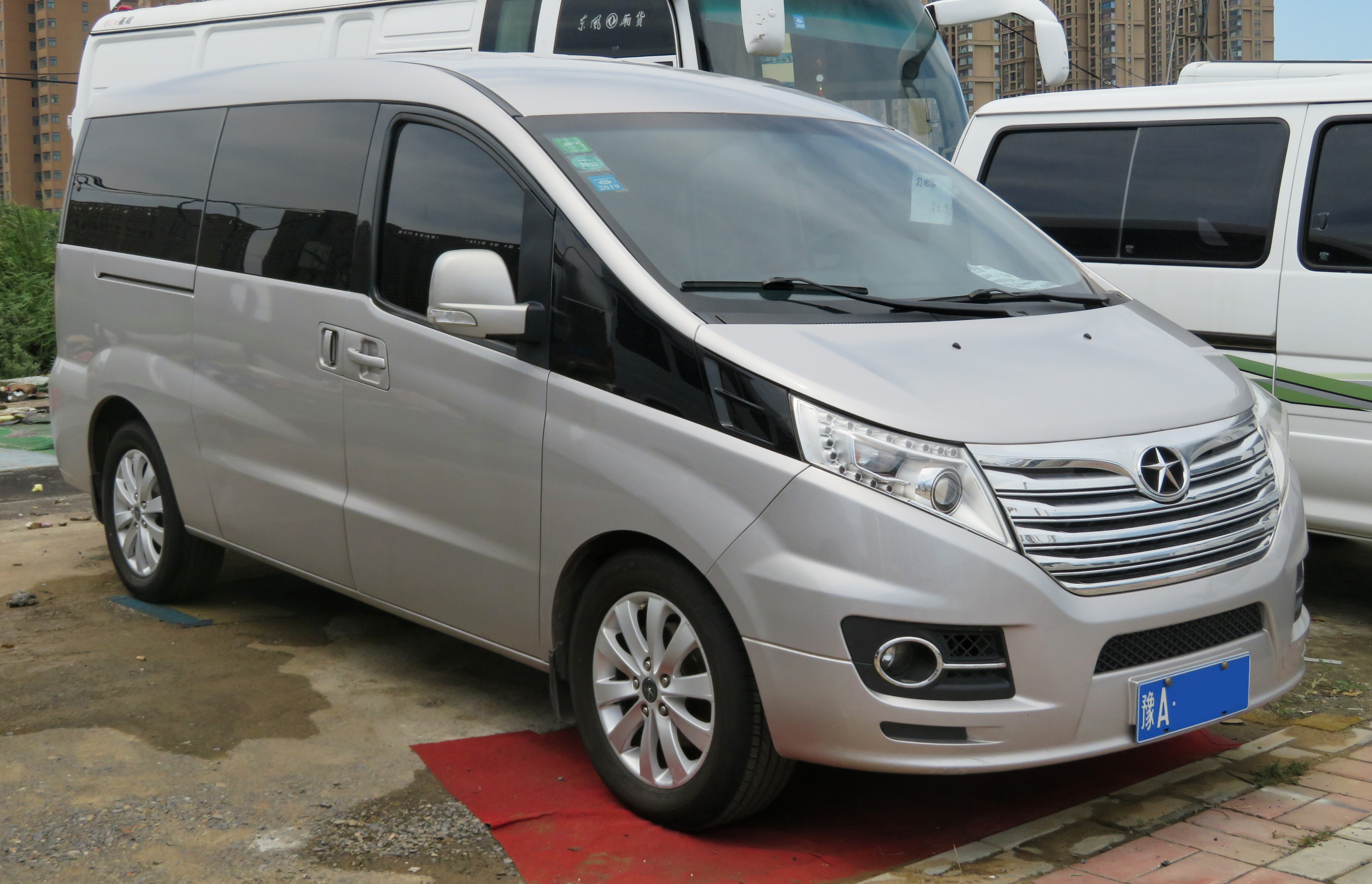
Refine M5
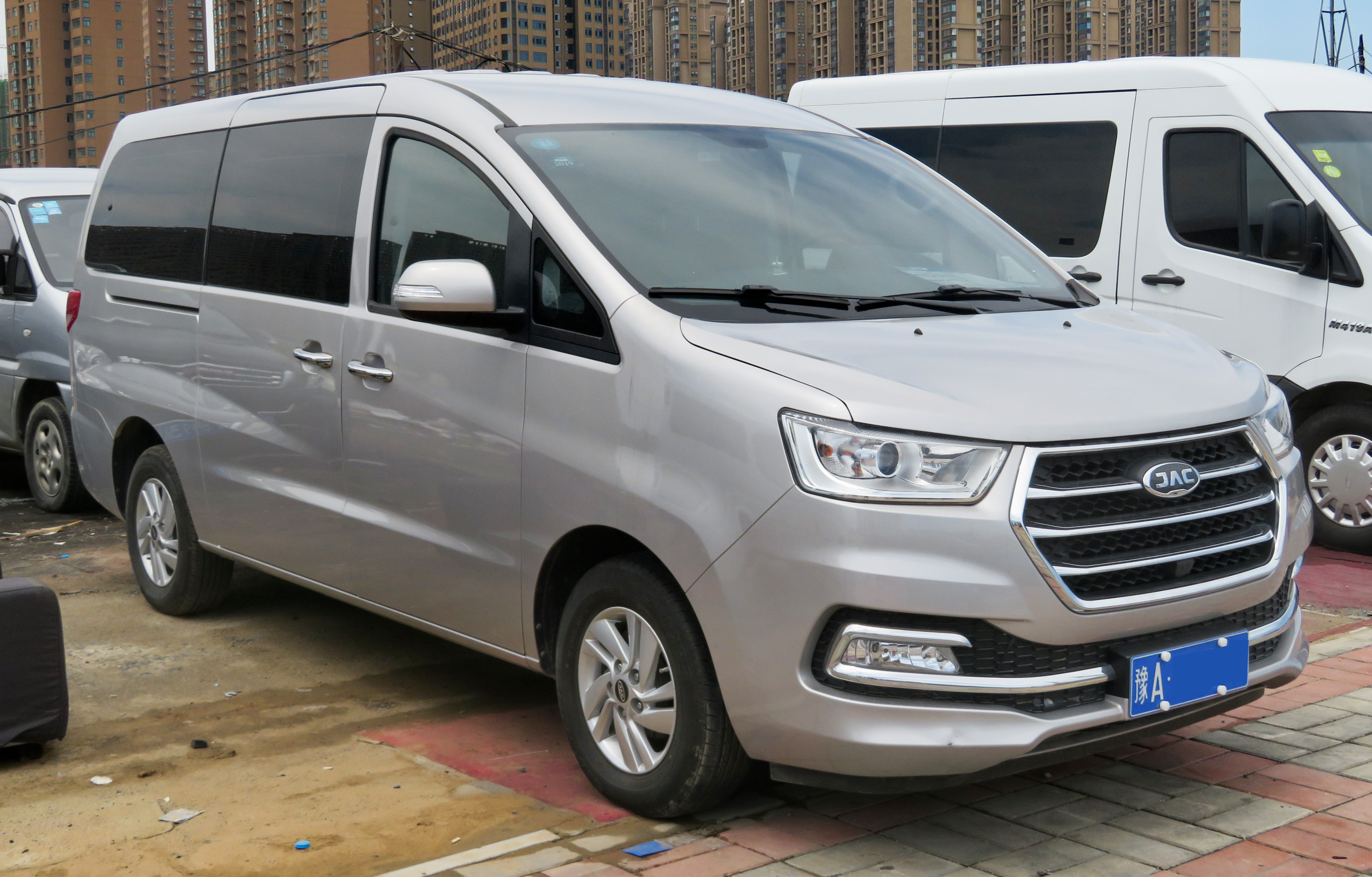
Refine M4
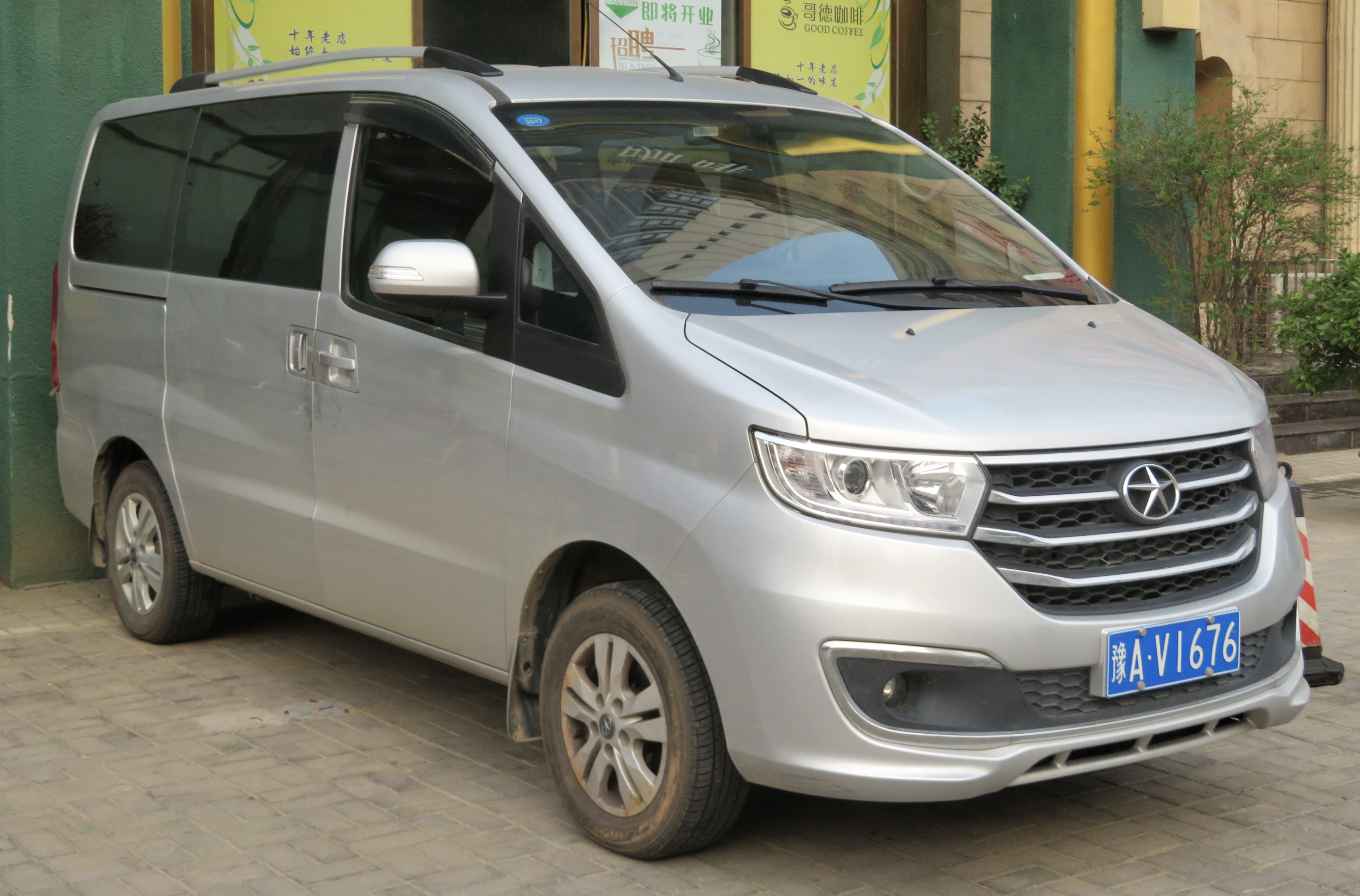
Refine M3
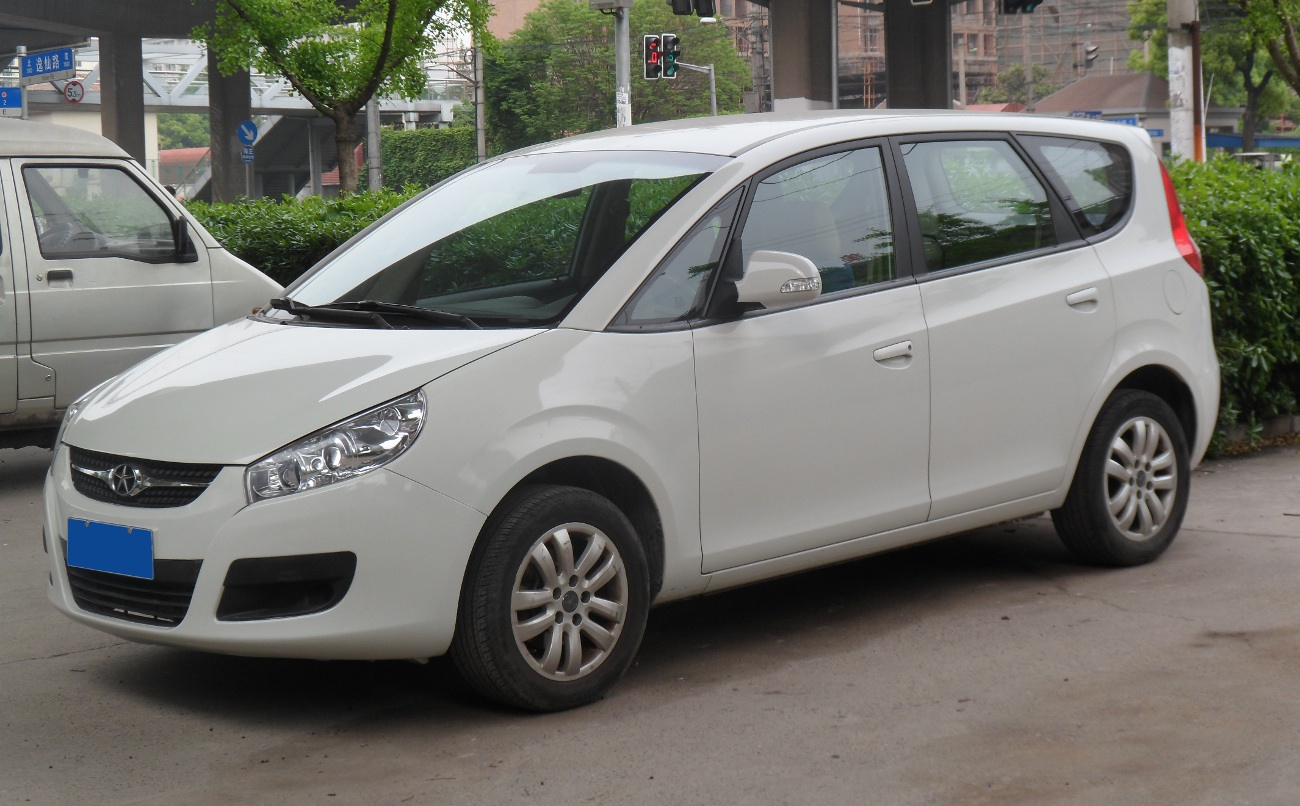
Refine M2 (Heyue RS)
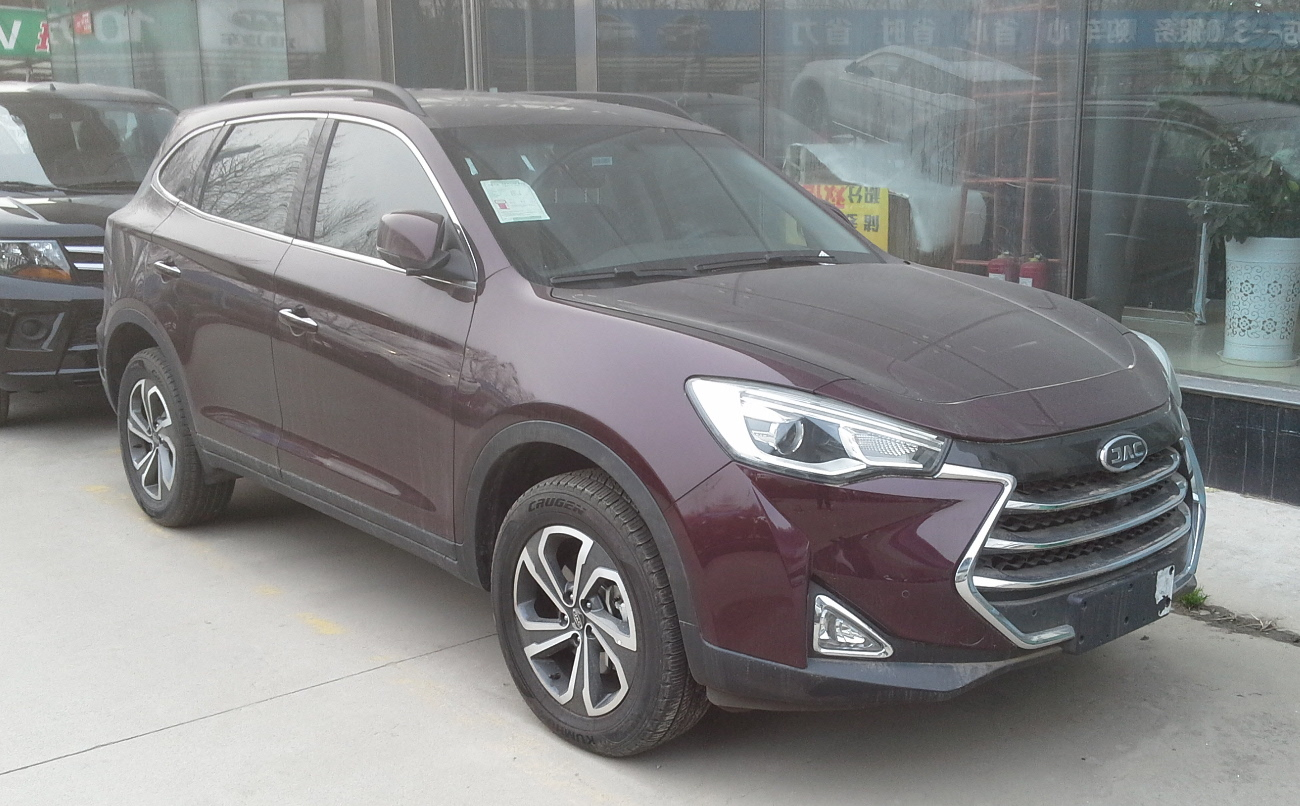
Refine S7
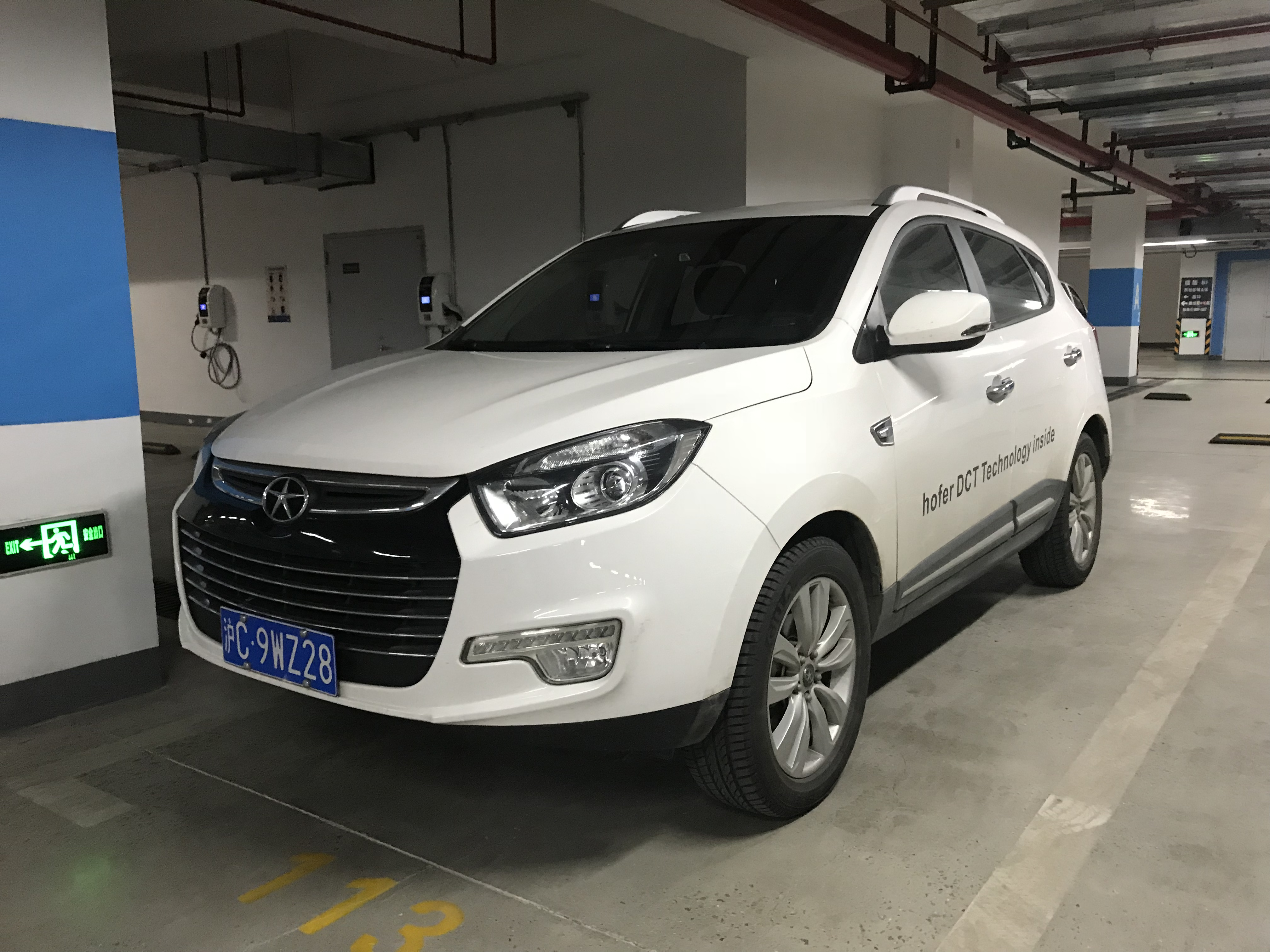
Refine S5
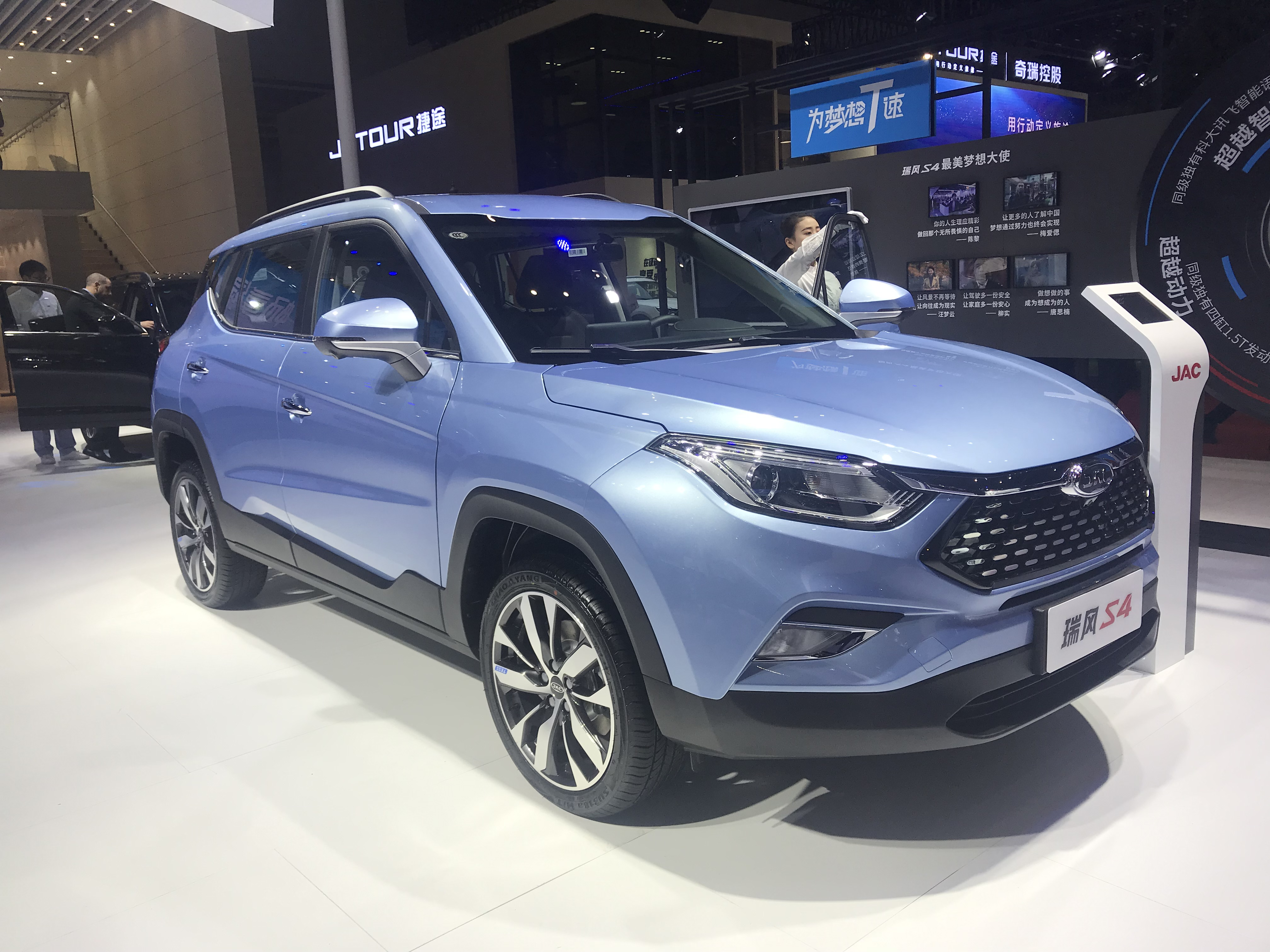
Refine S4
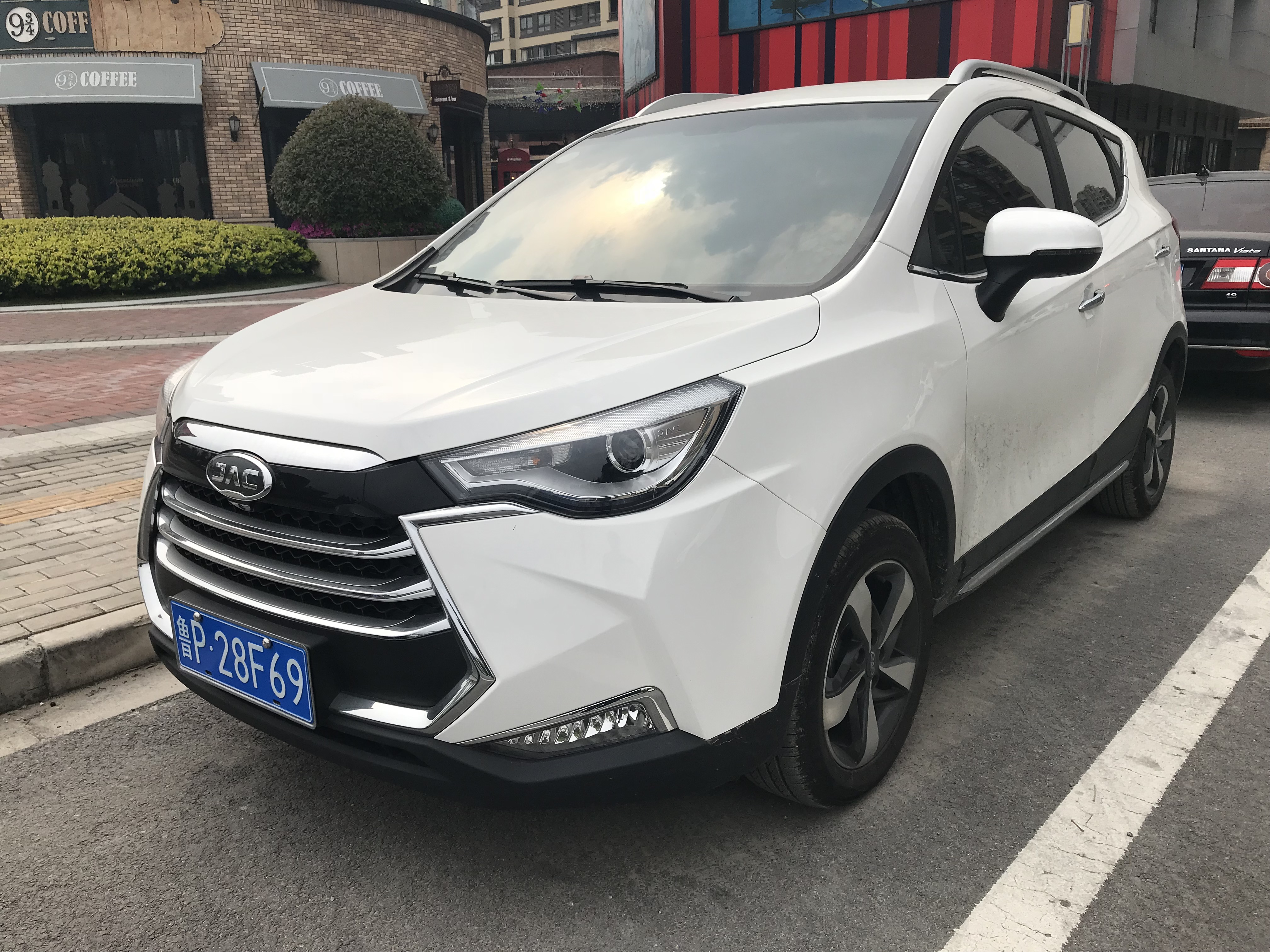
Refine S3
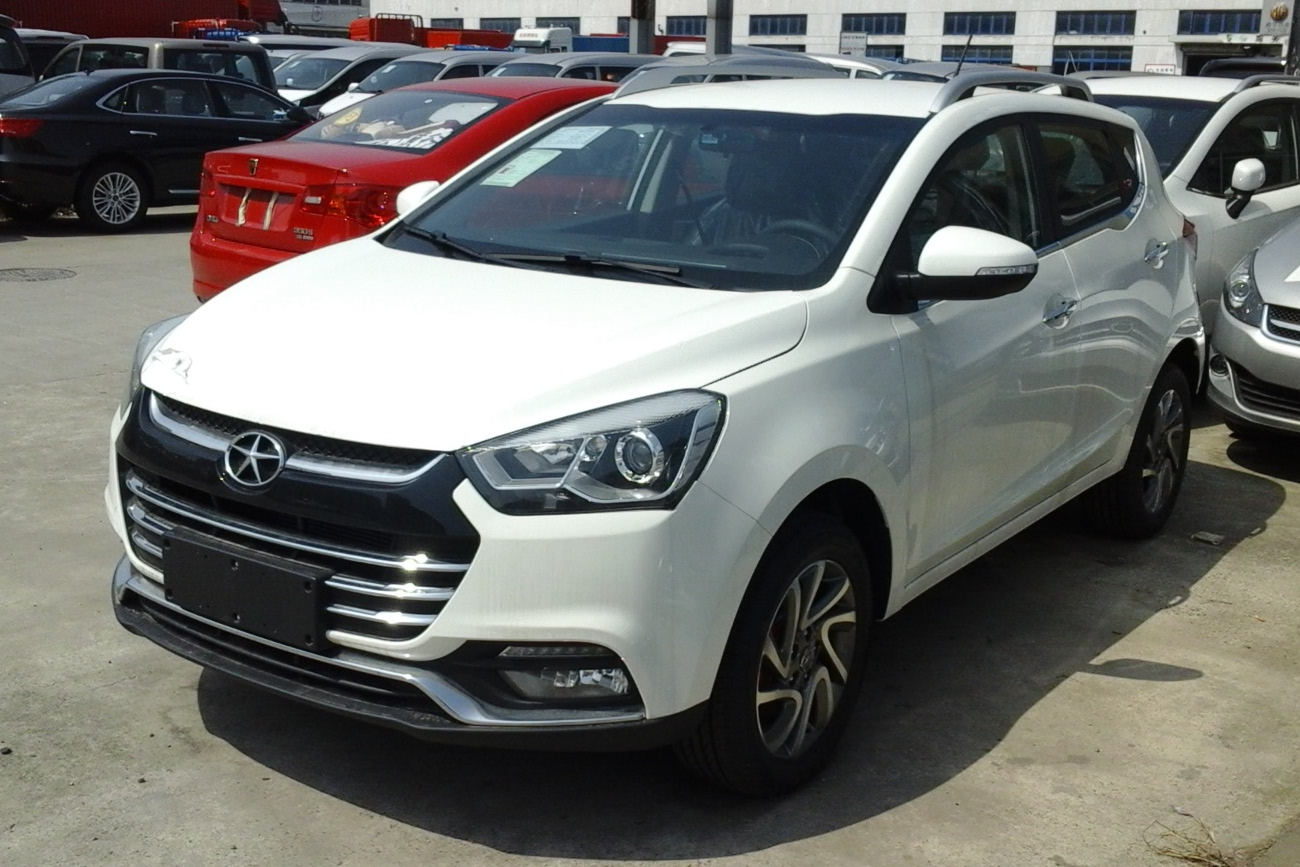
Refine S2 (2015)

## Camions légers, camionnettes et fourgonnettes
- Sunray (2,5 et 2,8 litres) (星瑞)
- JAC Ruiling/ JAC Reni/ JAC K5
- V7
- Hunter (哈多)
- Shuailing (Shuailing)
  - Série Shuailing H
  - Série Shuiling W
  - Série Shuailing K
  - Série Shuailing X
  -  Ramassage Shuailing T6
  -  Ramassage Shuailing T8
  - Série Shuailing i
  - Série Shuailing G
- Junling (junling)
  - Série Junling E
  - Série Junling V
  - Série Junling G
- Kangling/ HY(kanngling)
  - Série K
  - Série H
  - Série X
  - Série G
- Lanmao (蓝猫), logistique électrique
  - M1
  - M2

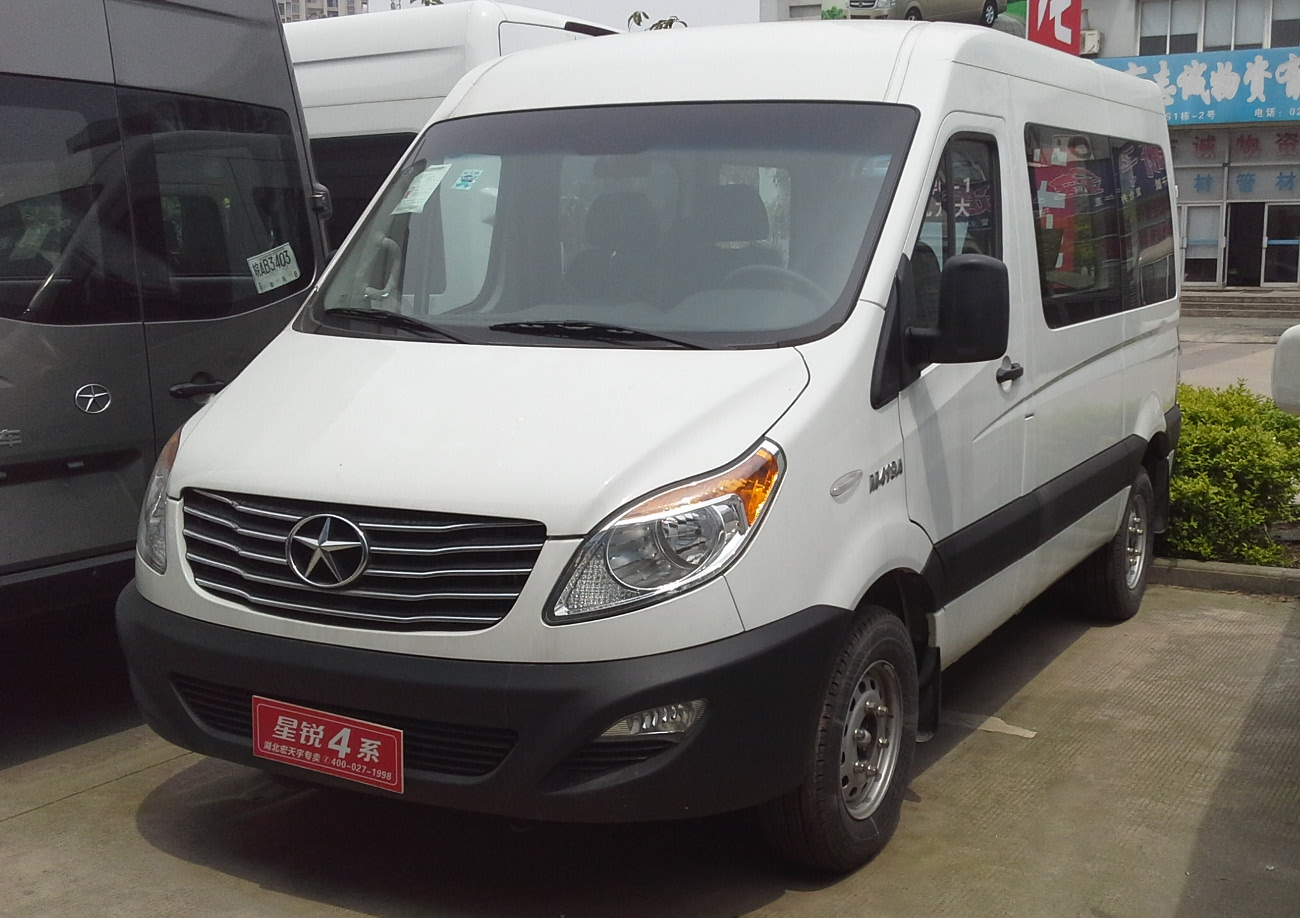
JAC Sunray SWB
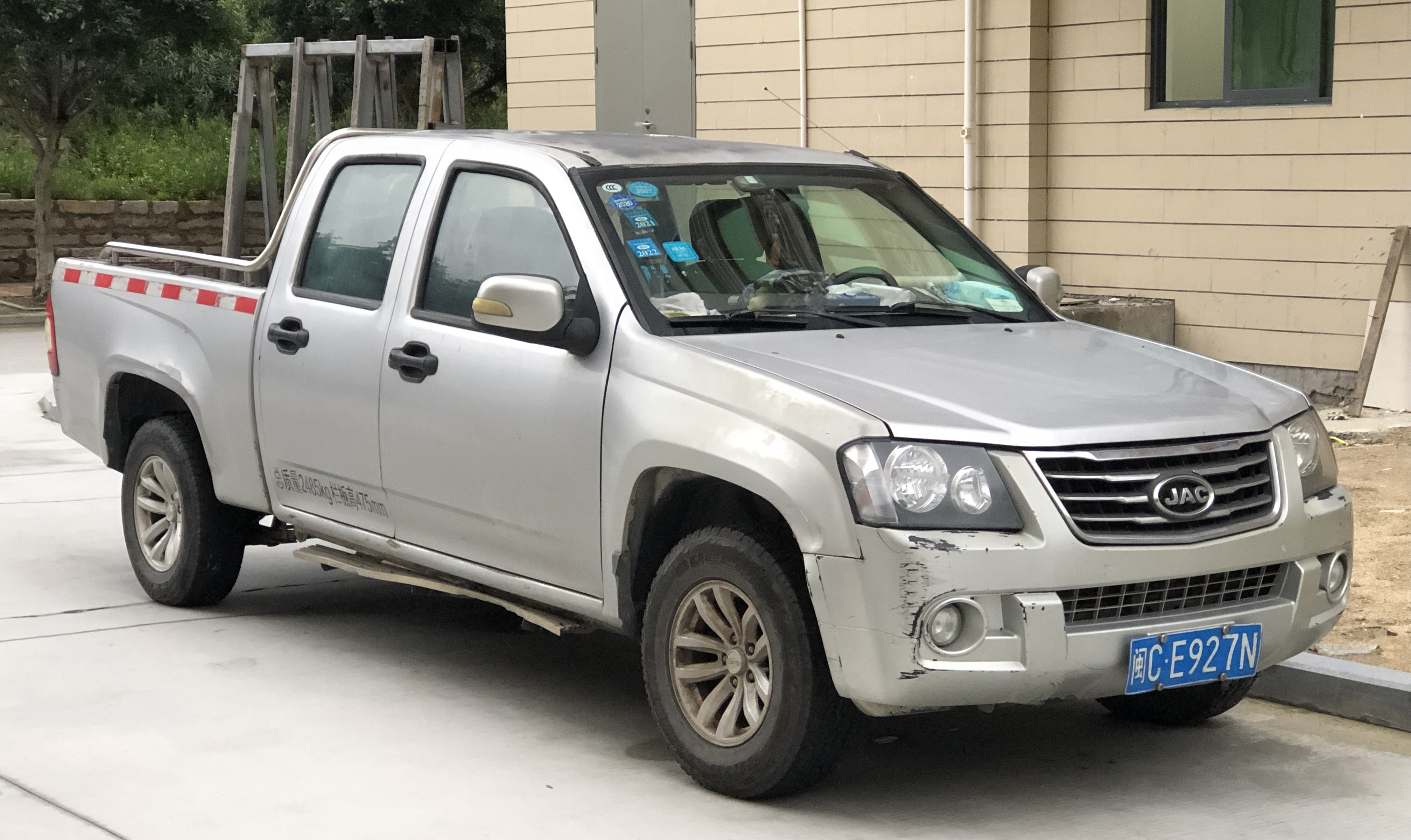
JAC Ruiling
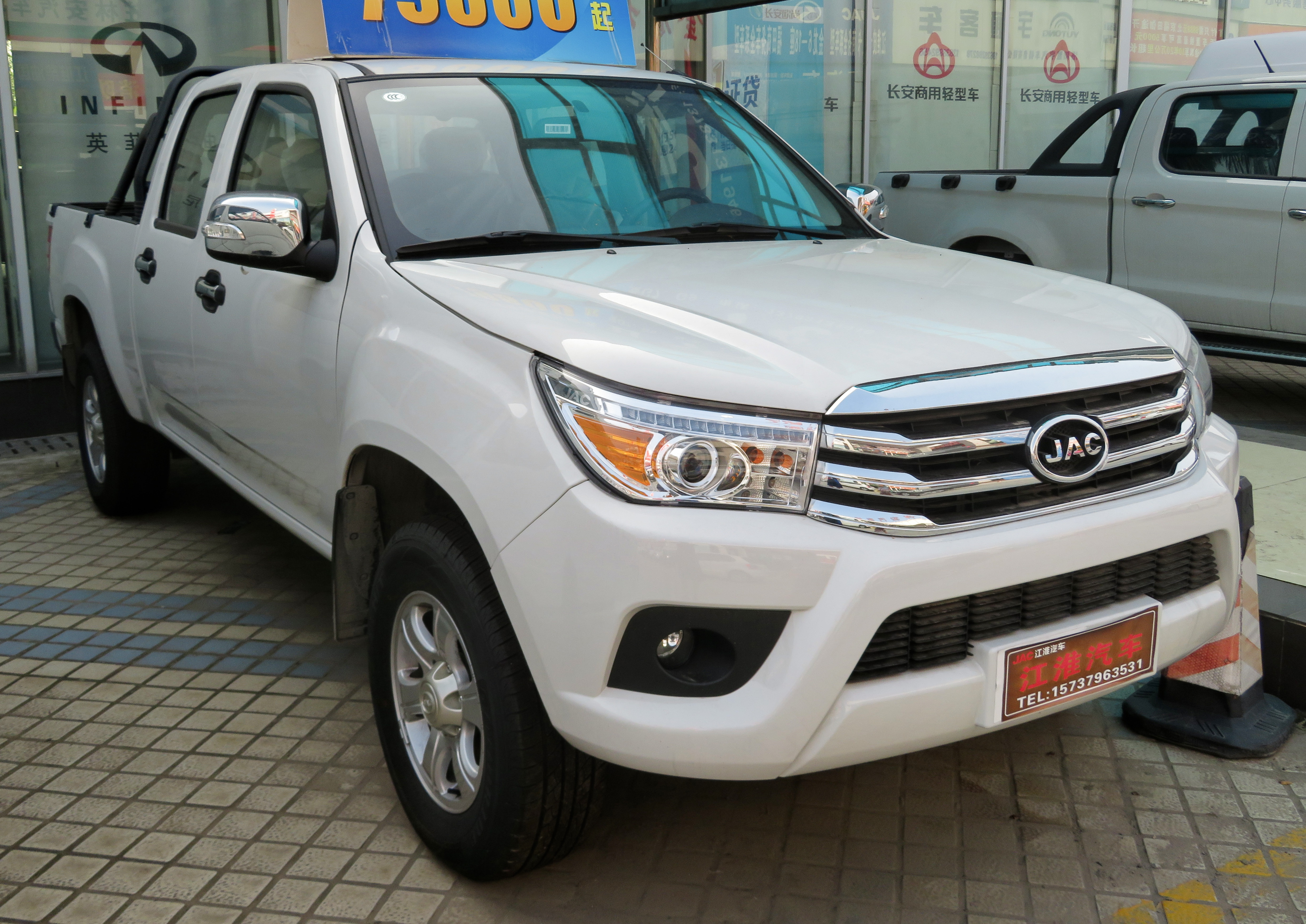
JAC V7
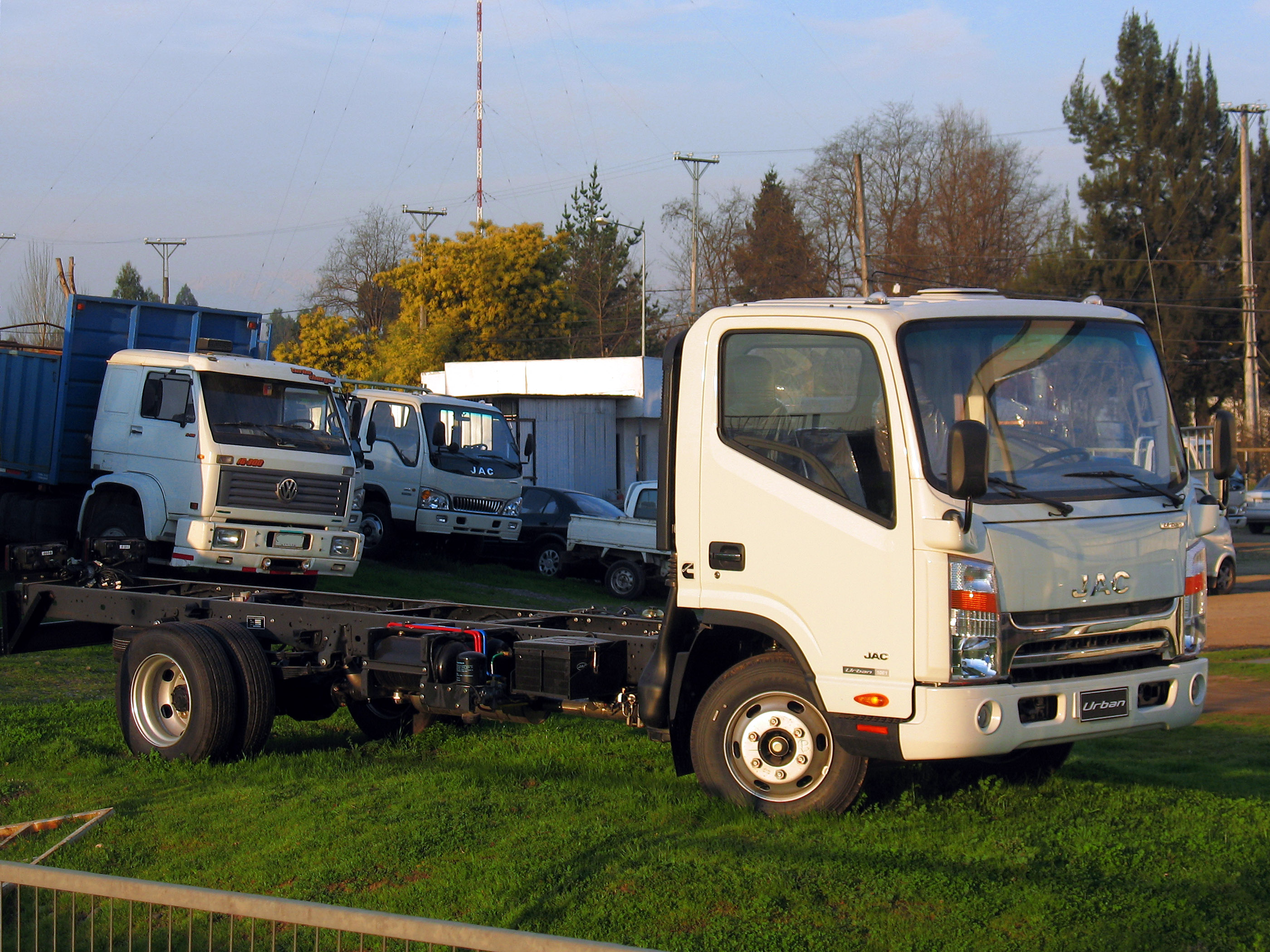
Shuailing H series
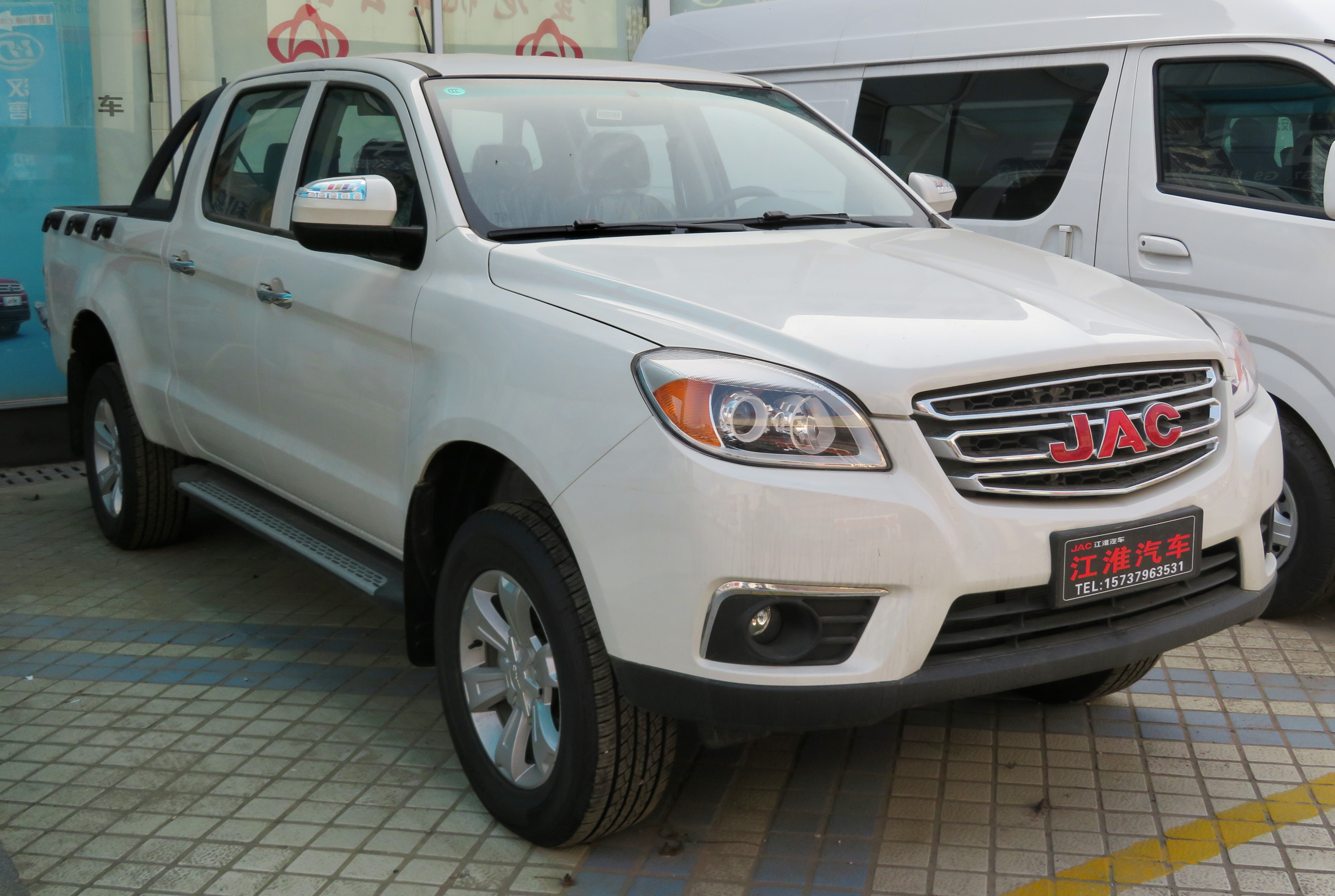
Shuailing T6 Pickup
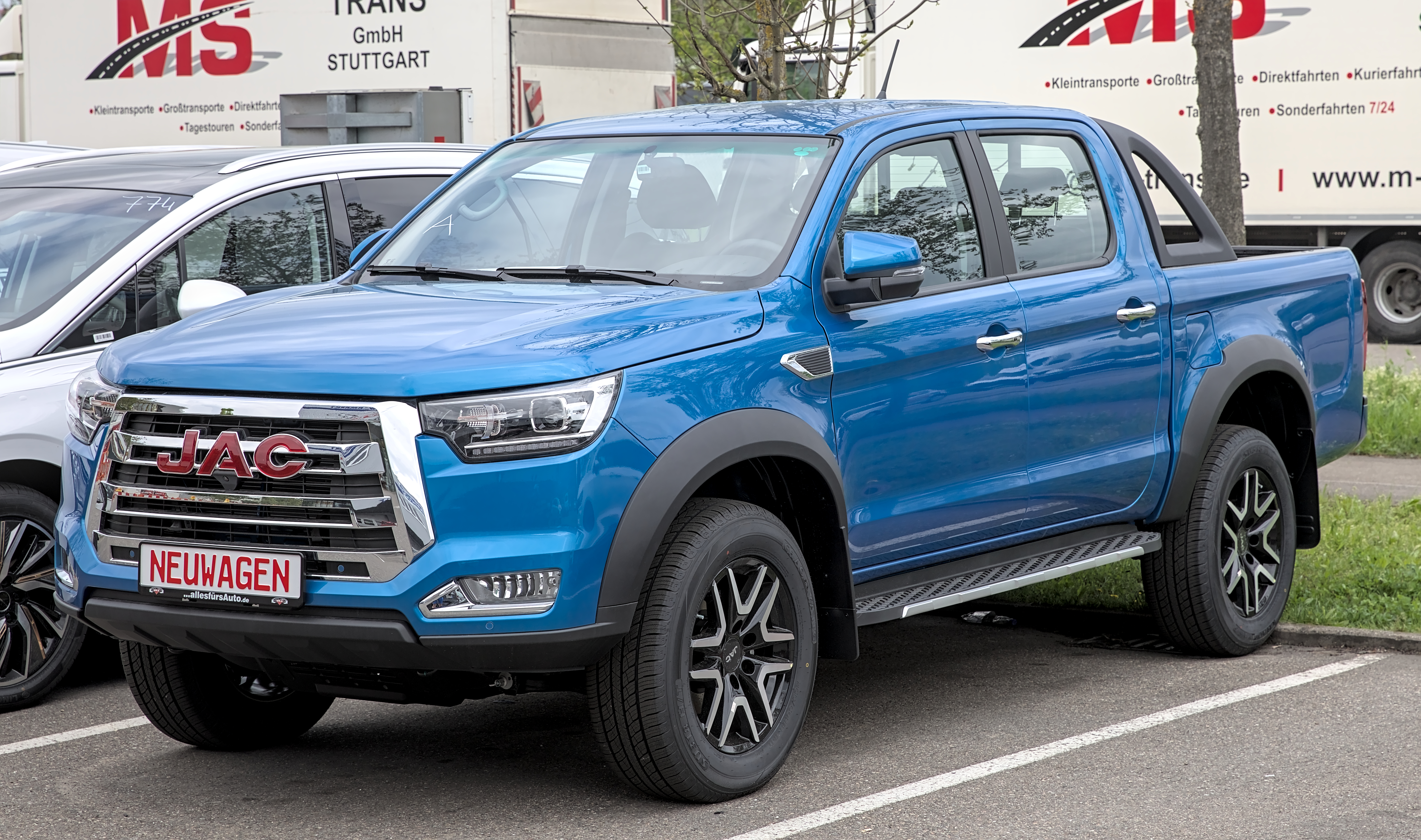
Shuailing T8 Pickup
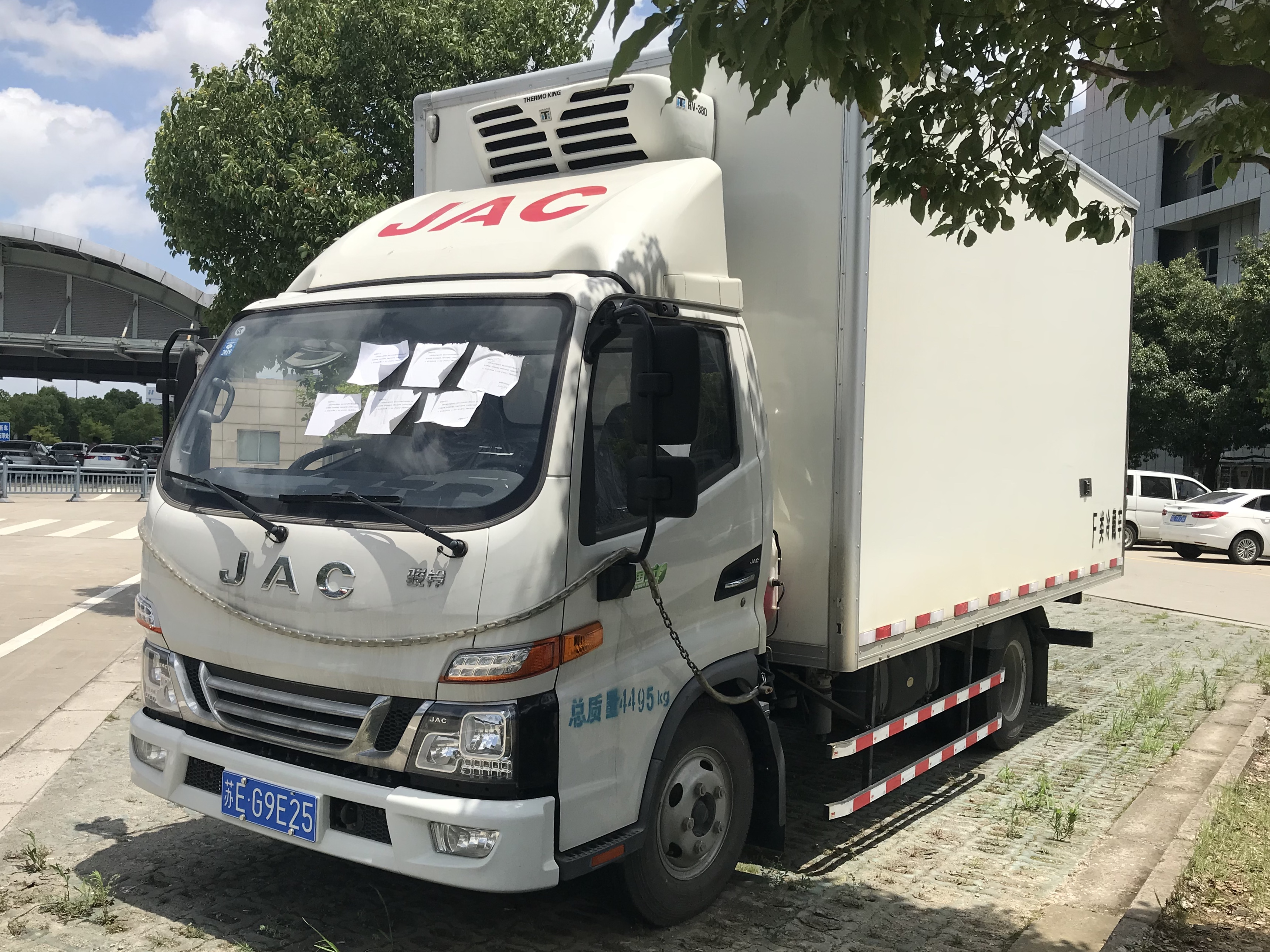
Junling V series
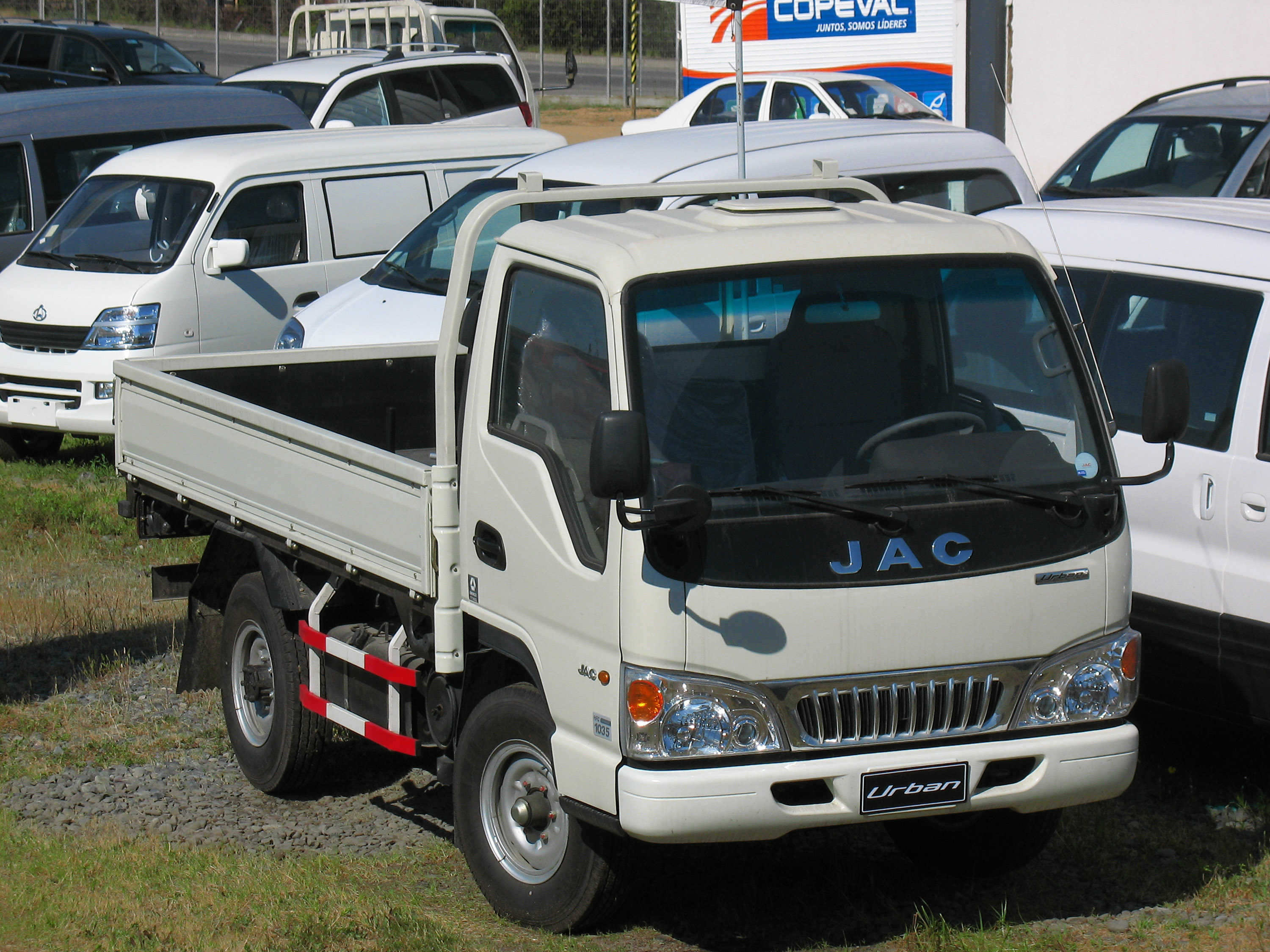
Kangling H series H3
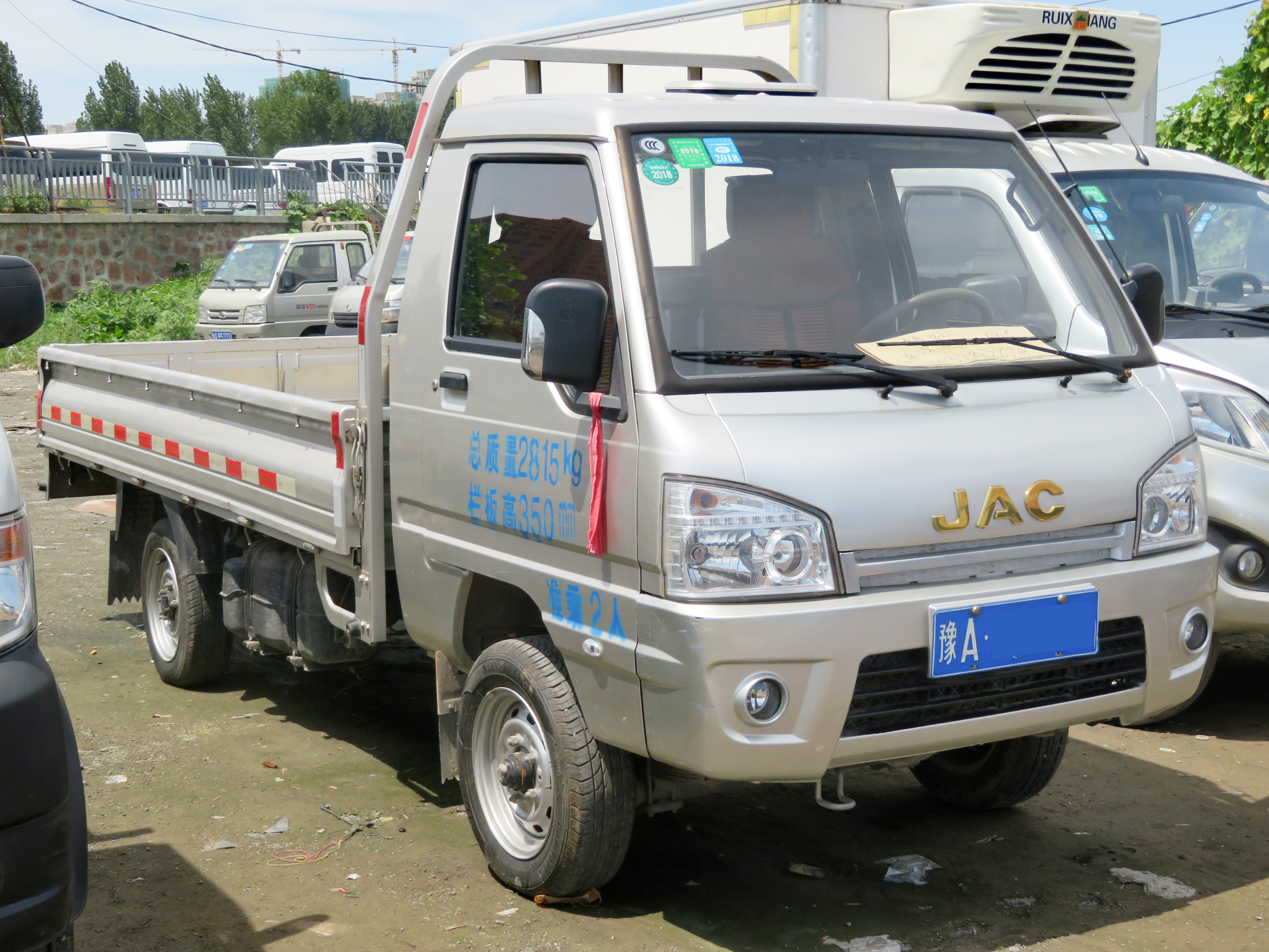
A JAC Kangling X3
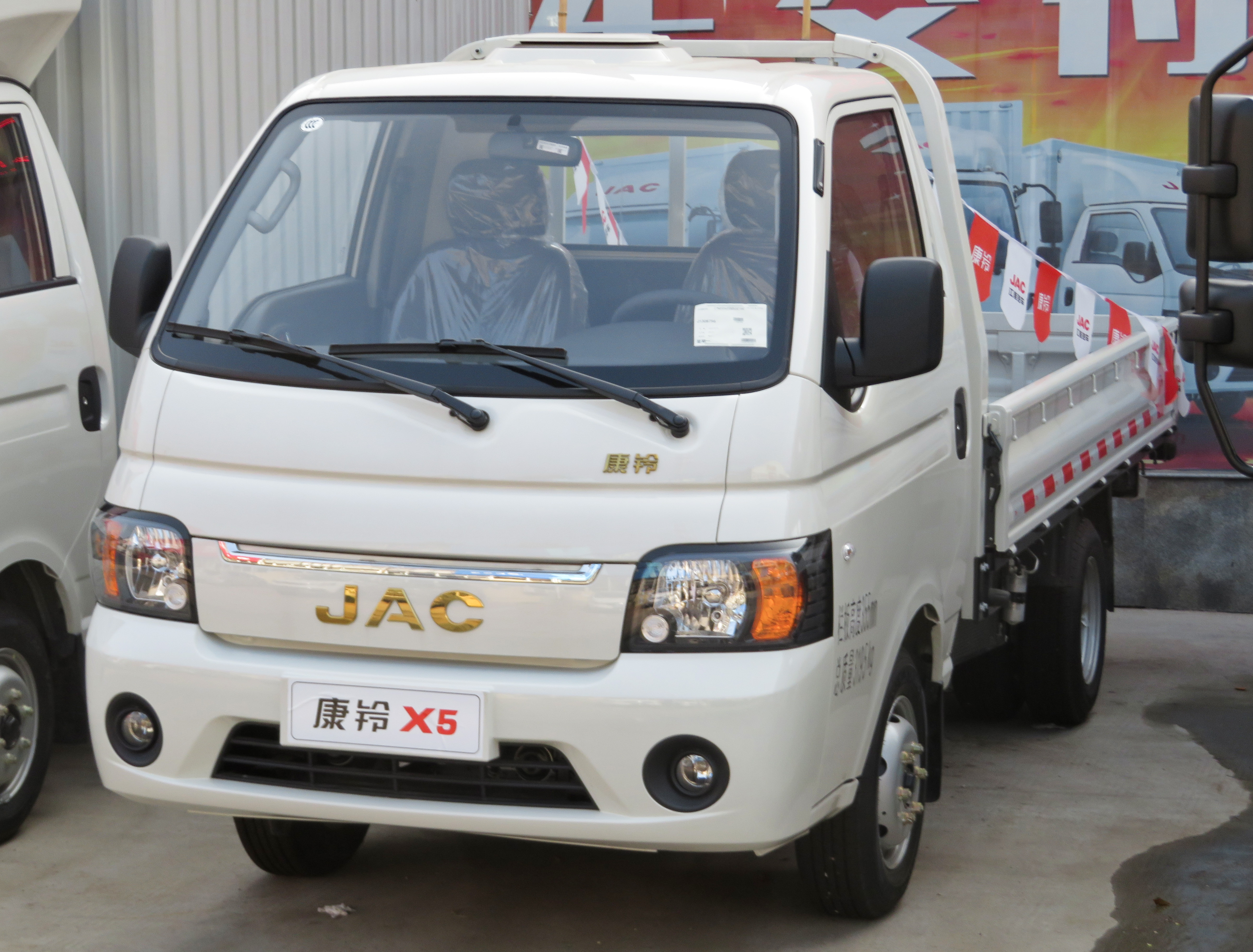
A JAC Kangling X5
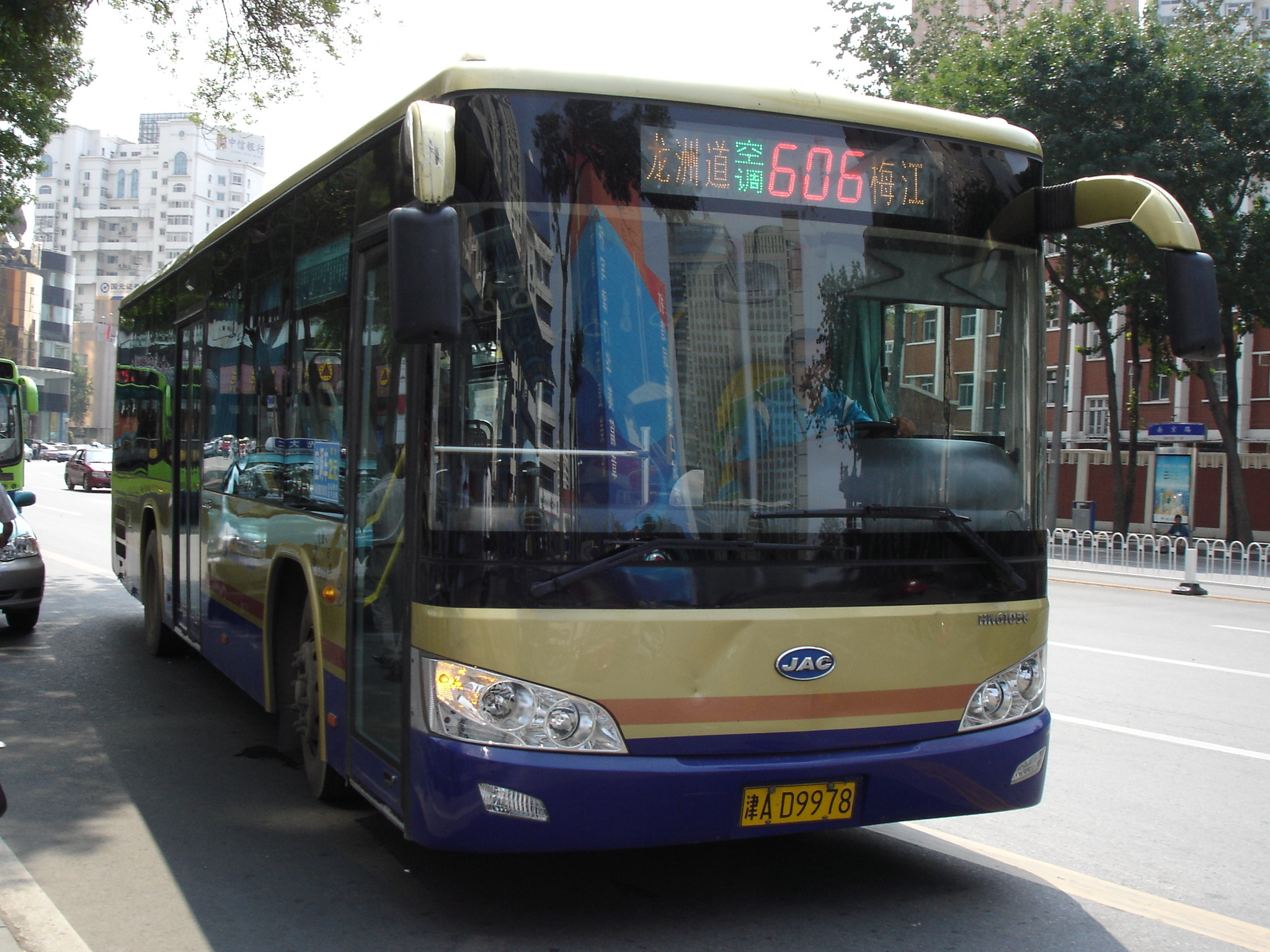
A JAC HK6105G bus
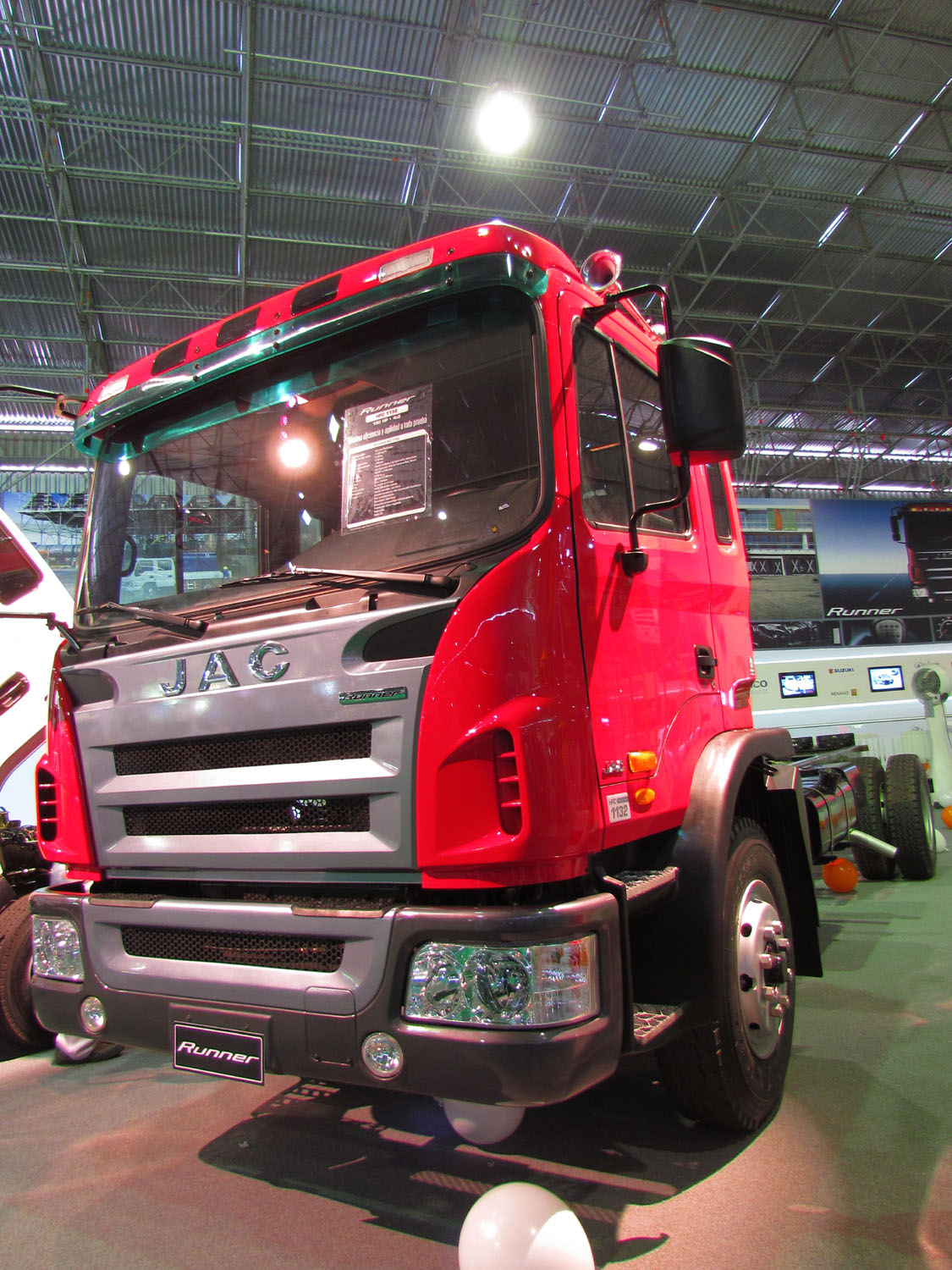
A JAC Runner HFC truck
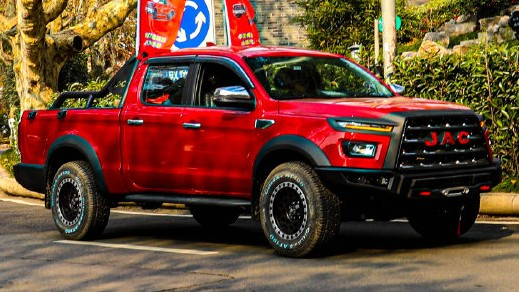
JAC Hunter

## Logos

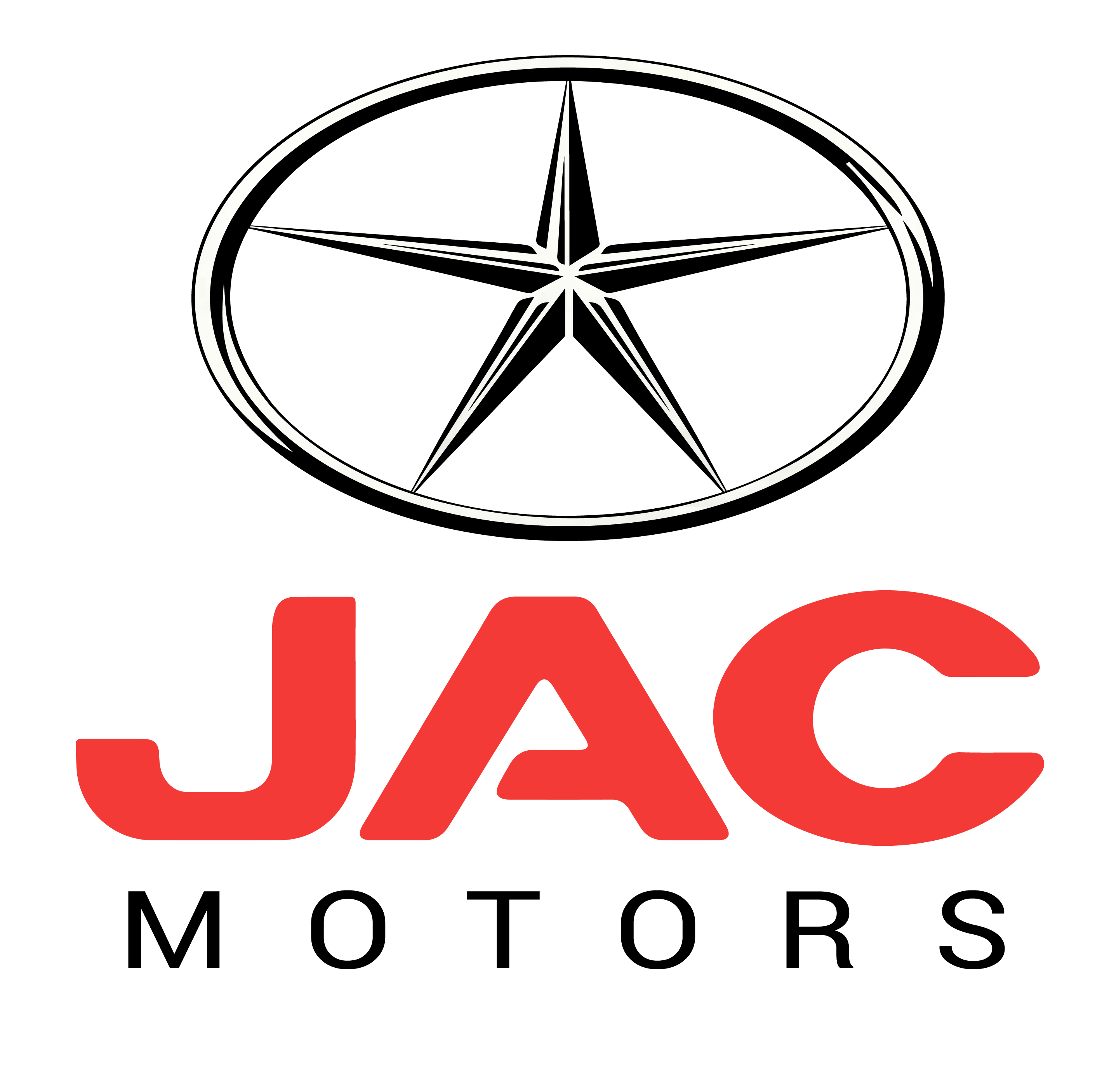
Logo JAC Motors utilisé dans sa gamme de camions et de bus.
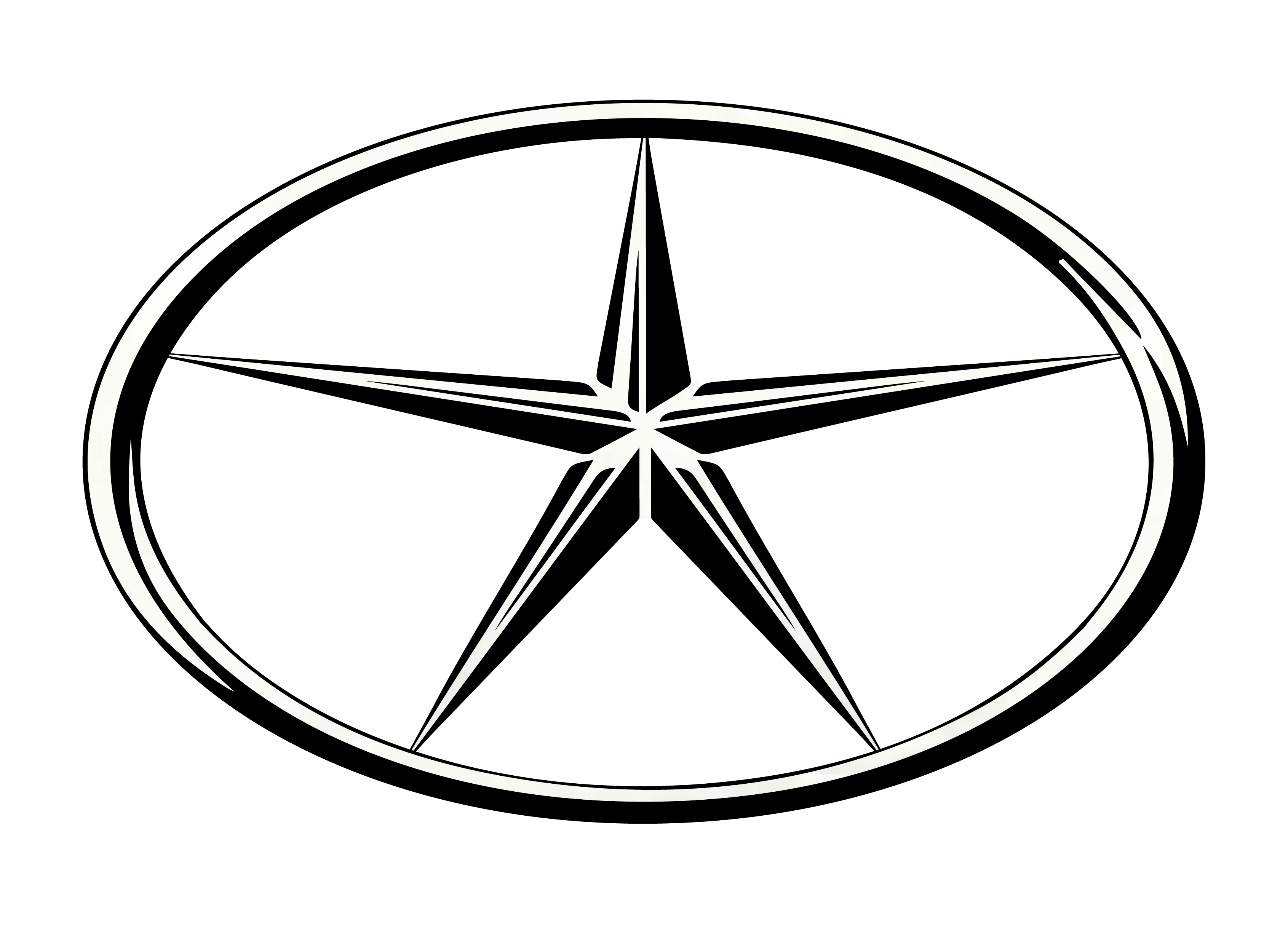
Logo principal de JAC (précédemment utilisé dans les séries Heyue et Refine).

## Opérations
Une base de production de 40 000 unités/an de camions moyens à lourds devrait être opérationnelle en 2012 and is probably located in Hefei.

### Recherche et développement
Une installation de R&D à Hefei, capitale de la province d'Anhui, est complétée par trois centres de R&D à l'étranger à Turin, Tokyo et Séoul.

### Coentreprises

#### JAC-Navistar Diesel Engine Company (JND)
JAC a annoncé la création de deux coentreprises avec Navistar International Corporation et NC2 Global (elle-même une coentreprise Navistar/Caterpillar). La coentreprise NC2 fabriquera des camions lourds. La coentreprise Navistar, appelée JAC-Navistar Diesel Engine Company (JND), construira des moteurs diesel moyens à lourds en Chine avec des pièces et des services fournis par Navistar. Les nouvelles sociétés tous deux seront situés à Hefei, où JAC est également basé. Cummins purchased Navistar's equity in the engine joint venture in 2018.

#### JAC-Volkswagen (Sehol)
Sehol ((zh); Sihao) est une marque automobile lancée le 24 avril 2018 par la coentreprise SEAT et JAC Volkswagen Automotive Co., Ltd.

## Sales
| Année | Ventes  |
| ----- | ------- |
| 2010  | 442,547 |
| 2011  | 466,459 |
| 2012  | 448,813 |
| 2013  | 495,737 |
| 2014  | 446,802 |
| 2015  | 588,052 |
| 2016  | 643,342 |
| 2017  | 510,892 |
| 2018  | 462,477 |
| 2019  | 421,241 |
| 2020  | 456,125 |
| 2021  | 524,224 |
| 2022  | 500,401 |

### Ventes hors Chine
JAC a commencé à exporter des véhicules vers la Bolivie en 1990, puis s'est étendu à plus d'une centaine de pays. Les camions légers sont un produit d’exportation populaire.
Certaines exportations de JAC se présentent sous la forme de kits démontables assemblés dans des usines à l'étranger, notamment en Égypte, en Éthiopie, au Vietnam, au Mexique et en Iran. Depuis 2010, une éventuelle usine en Slovaquie est en discussion. Ces usines ne sont pas nécessairement la propriété ou affiliées à JAC. Les exportations démontables sont un moyen facile d'accéder aux marchés en développement sans coûts supplémentaires de service après-vente.
En 2009, JAC démarre un partenariat avec un distributeur au Brésil, le groupe SHC. Début 2011, elle comptait plus de 10 000 commandes fermes de la part de son partenaire brésilien. JAC envisageait également de construire une base de production dans le pays à partir de 2009. Ce projet est resté actif au moins jusqu'en 2011, date à laquelle l'usine devait être située dans l'État de Bahia et construite en coopération avec le groupe SHC, qui devait fournir 80 % de l'investissement initial.
En 2016, JAC est entré sur le marché philippin par l'intermédiaire d'un partenaire local, vendant des camions lourds et, en 2018, des voitures particulières.[réf. à confirmer]
En 2017, JAC a annoncé une coentreprise au Mexique avec Giant Motors (société détenue par le magnat Carlos Slim). Une usine a été construite à Ciudad Sahagún, dans l'État d'Hidalgo. Avec une superficie de 65.000 mètres carrés, elle dispose de deux lignes de production avec une capacité de plus de 25.000 unités par an. Depuis début juin 2017, deux modèles sont vendus sur le marché mexicain : SEI2 et SEI3, les deux SUV sont fabriqués au Mexique dans cette usine, la berline compacte J4 a été ajoutée à la gamme en 2018,.